# 古龍種 (モンスターハンターシリーズ)
古龍種（こりゅうしゅ）とは、コンピュータゲーム・モンスターハンターシリーズに登場する架空の生物グループである。作中においては生物学または分類学的なものではなく、「生態系から逸脱したものの総称」として位置づけられており、「古代から存在しているほどきわめて長寿である」「罠などが通用しない」など通常のモンスターとは異なる存在として描かれているほか、大半の古龍種が頭部の角と4つの脚に一対の翼という、西洋ドラゴンの外観を持つ。
ゲーム内で明確に古龍という言葉が出たのはMH2からで、MHGまでのゲーム内では「龍」や「ドラゴン」と呼称されていたが、設定資料集『ハンター大全』ではラオシャンロンとミラボレアスの分類として既に「古龍目」という単語が登場していた。シリーズ内での呼称や命名に関しての決まりとして、古龍種に該当されるモンスターのみ、別称の漢字表記に「竜」ではなく「龍」の字を用いる。ただし、シャガルマガラの幼生であるゴア・マガラは、分類不明で古龍と断定されなかったというゲーム内での設定から「竜」の字を使い、別称は「黒蝕竜」となっている。
ゲーム開発者側の開発コンセプトとして、古龍種に該当するモンスターは「自然の天災に相当するモンスター」としており、現実の世界に存在する自然災害や自然現象、自然物を意識して設定付けられたモンスターが多い。
一部の古龍種はその場で討伐することができなくても一定のダメージを与えた状態でクエスト開始から一定時間が経過すると逃走し、クエストを達成できる。シリーズによっては、与えたダメージや破壊した部位は同じレベルのクエスト内で引き継がれ、クエストを繰り返し行って討伐することもできる。全体的に目撃情報が少ないという設定を反映して、ゲーム内では古龍種の討伐クエストが毎回受注できるわけではない。

## 作中における扱い
作中では存在そのものが天災と称される一方、周囲に与える影響が大きすぎたり、人間が古龍種の縄張りとは知らずに街を作ってしまったことなど、必ずしも古龍種そのものが悪意を持って破壊を行っているわけではないとして設定されている。また、古龍の接近に伴い大型小型問わず多くの生物が避難する一方、犠牲者の死肉やおこぼれを狙うガブラスやデルクスなどは、逆に古龍の力を利用するべく周辺へと群がってくる。他方、イビルジョーやマガイマガドは時に古龍を捕食している事が設定集などで示唆され、キリンは牙獣種であるラージャンを天敵としており、飛竜種であるエスピナスは先祖が棲み処である樹海にて古龍種との縄張り争いに勝利してそこの生態系の頂点に立ったとされるなど、古龍と同格およびそれ以上の地位を確立しているモンスターもシリーズ内には存在している。
なお、作中においては、他の生物種のモンスターを古龍種へ再分類することが検討された例もある。
前述の通り、古龍は自然災害や自然現象、自然物を意識してゲームデザインが行われたものが主であり、多くの古龍は自身のモチーフとなったエネルギーや物質を操る能力を持つ。MHWとMHWIでは、龍属性の武器に付加される「龍封力」という能力でこれらの能力を抑制・弱体化させることができる（龍封力の通じない古龍も一部存在する）。
上述のように古龍は生物学的な分類ではないとされているが、その一方で多くの古龍には「古龍の血」という特殊な成分を含む血液を持つという共通事項も見つかっており、『MHWI』ではミラボレアスの血液には古龍の血が含まれておらず、それによってミラボレアスの謎が深まったという設定がある。また、『MHW』では、死を目前とした古龍は新大陸の｢瘴気の谷｣へ赴いてそこで息絶えるという設定が追加され、それに伴う古龍の移動が「古龍渡り」の正体とされている。

## モンスター
シャガルマガラの幼体であるゴア・マガラと公式の分類発表が存在しないドゥレムディラは、「モンスターハンターのモンスター一覧#種族不明」を参照。

### キリン／キリン亜種
- 別称（原種）：幻獣（げんじゅう）[† 5]
- 別称（亜種）：虚幻獣（きょげんじゅう）[† 6]
- 登場作品（原種）：MH／MHG／MHP／MH2／MHP2／MHP2G／MH4／MH4G／MHX／MHXX／MHW／MHWI／MHF／MHXR
- 登場作品（亜種）：MH4／MH4G
- 作品中の分類：古龍目幻獣亜目キリン科
- 全長：約464.3センチメートル
- テーマ曲：塔に現る幻（MH2-MHP2）／秘境の伝説（MHP2G、MH4、MH4G、MHX、MHXX、MHF）[† 7]

銀色のたてがみに青い馬のような形態の古龍種。額にはユニコーンのように1本の角が生えている。馬のようなシルエットやたてがみなどの体毛を持つなど一見して哺乳類にも見える容姿だが、皮膚は鱗状で、脚先は蹄ではなく3本の鉤爪になっている。麒麟をモチーフにしたモンスターであり、開発段階でのコンセプトアートではそのまま「雷獣麒麟」という名称になっている。跳躍しながら駆け回る動作はケルビに似ている。上位クラスのキリンの素材は、「蒼角」や「蒼雷尾」などと名称が区別されて希少価値が高いとされる。
電気を操る能力を持つ。作中では、たてがみで発電および蓄電を行い、角で電気を制御しているという設定である。これによって落雷を自在に起こし、角と身体に電撃をまとう。食性については不明であり、電気を捕食しているとされる。気性は激しく攻撃的だがラージャンを天敵としており、ラージャンはキリンの角を好物としているのみならず、折り取った角を食べることで電気を制御できるようになる生活環を持つとされ、『MHWI』では実際にゲーム中にてラージャンに角を折られてそれを食べられる場面が描かれている。
また、作中において人間の子供を育てたという伝説があり、その子供はキリンの角でできている片手剣「ヴァジュラ」を帯びていたと言われているという設定がある。
戦闘時は、額の角を前方に向けて突進したり、後脚による蹴り上げなどを行う。また、怒り状態では、キリンが駆け抜けた後に落雷が発生するほか、角を振り回して直線状に電撃を放つなど、雷属性の攻撃を多用する。キリンの雷属性攻撃を受けたハンターは、雷やられ状態になる。角周辺は比較的柔らかく、弱点となっている。MHP2Gにおいては、村クエストと上位クラスクエストの個体では2倍近い体格差がある。『MH4』では未知の樹海にのみ登場する。
『MH4』で亜種が登場。黒にも近い濃い群青色の体色をしており、冷気を操る。キリン亜種の生態系における立ち位置は明らかとなっていない。
MHWより「幻獣」という正式な別名が付与された。亜種は『MHST2』に登場の際においても幻獣の別名であったが、ゲーム作品外だとシリーズ20周年記念で開催されたイベント「モンスターハンター20周年大狩猟展」の展示模型および書籍『モンスターハンター超百科』においては「虚幻獣」という別名が使用されている（振り仮名が無いため「虚」の読み方は現状不明）。
『MHF』に登場する特異個体は、通常の個体とは身体の表面にある模様が異なり、ゆっくりと闊歩しながら無数の雷を周囲に落とす攻撃や、縦回転しながら跳躍してそのエリアにいる全ての敵に対して雷を連続で落とす攻撃のほか、肉眼では瞬間移動しているようにしか見えないほどの超高速度での突進も会得しており、これに当たると確実に麻痺する。また、新モーションで落される雷は見た目も異なり、通常の雷に比べて攻撃範囲が広い。剛種の特異個体は体力が一定値以下で怒り状態になると青色に加えて赤色の雷もまとう。また、『MHF-G』10.1よりG級個体が登場。溜め動作から各ハンターの足元を狙って角から電撃を放つ攻撃が追加されている。
キリンを素材とした武器は原種は雷属性を、亜種は氷属性を帯びる。キリンは各種属性攻撃への耐性と防御力が高く、この特性はキリンの素材を利用した防具に活かされている。

### ラオシャンロン／ラオシャンロン亜種
- 別称（原種）：老山龍（らおしゃんろん）
- 別称（亜種）：岩山龍（いぇんしゃんろん）
- 登場作品（原種）：MH／MHG／MHP／MH2／MHP2／MHP2G／MH4[† 8]／MH4G[† 8]／MHXX／MHF
- 登場作品（亜種）：MHG／MHP／MH2／MHP2／MHP2G／MH4G[† 8]／MHF
- 作品中の分類：古龍目山龍亜目ラオシャンロン科
- 全長：約6960センチメートル
- テーマ曲：動く霊峰（登場時）[† 9]／勇者のためのマーチ（侵攻中）／最終決戦（最終防衛ライン時）

体長が70メートル近くに達する大型の古龍種。巨体の割に頭部は小さく、全身の約半分を長い首と尾が占めている。体型は竜脚類型の4足歩行で、赤色の甲殻が発達しており、頭部に一本の角を持つ。かつて翼があったが、巨大化する進化の過程で不要となり失われたとされている。ゲーム中にて「ラオシャンロンは、古い呼び名で老山龍とも呼ばれる」とされ、ハンター大全でも、「老山龍」はラオシャンロンの別名として併記されている。
進路上に障害物がある場合は体当たりをして破壊を試み、木製の簡易砦程度なら容易に行進で粉砕する。作中では、成長段階を誰も見たことがなく、鉱山が崩れて中からラオシャンロンが出てきたという話があり、「長い年月をかけて地面の下で周りの岩石を取り込んで甲殻を成長させている」という仮説が存在する。また、成長過程で取り込んだ地質が鉄分を多く含むか、火山灰を多く含むかで体色が異なるとされる。
自分の縄張りを定期的に廻っているだけでも地面が揺れ、進行ルート上にあるものすべてが壊されることから、作中では天災扱いされている一方、黒い古龍（ミラボレアス）から逃げるために城に向かっているという説もある。『MHP』では、とある理由により来た道を引き返すというストーリーになっている。また、アイルーが爆弾で行う鉱石採掘は、成長途中のラオシャンロンを目覚めさせるかもしれないということで、危険性を指摘されるようになったとも記されている。
非常に高い体力と防御力を持つ。動きは鈍重で、基本的に自発的な攻撃を行わないが、ラオシャンロンの前進時に脚や尻尾にぶつかると大ダメージを受ける。また、高所にいるハンターを発見すると尾を支えにして後ろ足で立ち上がり、巨大な口で噛み付いたり、長い首を叩き付けて攻撃を行ったり、谷に体当たりして小規模な地震を起こす。腹部と体内の肉質が柔らかく弱点となっている。一部の部位は、ガンナーでなければ攻撃ができない。高所から背中に飛び移ることが可能で、そのまま素材を剥ぎ取ることができる。なお、MHP2Gでは、オトモアイルーを連れて討伐することが不可能な仕様となっている。
ラオシャンロンには亜種が存在する。甲殻は灰蒼で、クエスト名には「岩山龍」とある。
『MHF』に登場する剛種は攻撃力と移動速度が大幅に上昇し、怯みにくくなっている。
シリーズプロデューサーの辻本良三は、「週刊プレイボーイ」とのインタビューの中でラオシャンロンをお気に入りとして挙げており、その理由として巨体と特殊なクエストのみでの登場を挙げている。

### クシャルダオラ／錆びたクシャルダオラ
- 別称（通常個体）：鋼龍（こうりゅう）、風翔龍（ふうしょうりゅう）[9][† 11]
- 別称（錆びた個体）：錆鋼龍(せいこうりゅう)
- 登場作品（通常個体）：MH2／MHP2／MHP2G／MH4／MH4G／MHX／MHXX／MHW／MHWI／MHR／MHRS／MHF／MHXR。MH2のメインモンスター。
- 登場作品（錆びた個体）：MH2／MHP2／MHP2G／MH4G／MHF
- 作品中の分類：古龍目鋼龍亜目クシャル科
- 全長：約1577センチメートル／全高：約475センチメートル／脚裏のサイズ：約110センチメートル
- テーマ曲：嵐に舞う黒い影

雪山など寒冷地を中心とした広範囲に生息し、鋼鉄の鱗を持つ古龍種。ゲーム開発中は「メタルドラゴン」という仮称がつけられていた。鋼鉄の外殻は自身の肉や骨と一体化して、一種の外骨格を形成している。前肢と後肢の間に巨大な皮膜状の翼を持ち、瞳は青で、口先がやや赤みを帯びる。金属の外骨格は積層構造をしており、クシャルダオラの動きに合わせて重なり合った外殻がスライドすることで可動域を確保している。
角に特殊な電磁波を放出することで周囲の大気の流れを制御する器官があり、それによって周囲に風や嵐を起こす能力を持つ。身体に「風の鎧」と呼ばれる膜状の強風をまとい、近づくハンターを転倒させ、矢や弾丸を弾き返すなどの防御帯として機能する。また、金属の身体ゆえの膨大な自重を飛翔させるのにも風の制御を活用しており、翼に対して上昇気流を発生させることで自重を持ち上げるほどの浮力を確保しているとされる。周囲に風を発生させるだけでなく、体内で圧縮空気を生成して口から圧縮空気の弾丸や竜巻などとして吐き出し攻撃手段とすることも出来る。後述の近縁種ガルバダオラの解説のように鉱物を餌としている設定で、『MH2』系統の作品では金属の身体の成分だと思われる金属鉱物の鉱石や鉱脈をかじっている様子がごくまれに観察できる。
鋼の皮膚は経年で錆びついていき、定期的に脱皮する事で外皮を再生しているが、脱皮が近い時期は気性が荒くなり街を襲うこともある。脱皮直前になると静かな場所に移動し、表皮を砕いて一気に脱皮する。このため翼や甲殻は年輪として見て取ることも可能で、主に幼年期・青年期・初老期に分かれるとされる。この表皮再生は永久でなく、組織の薄い末端部から白骨化が徐々に進んでいき、全体組織が白骨化すると寿命となって死に至るとされる。クシャルダオラの現れる寒冷地には脱皮殻が残されており、ピッケルがあれば金属素材を採取できる。
古龍の例に漏れず作中の人々に恐れられている存在であるが、金属の鱗は剥がれ落ちて朽ちたものを含めて最上級の研磨材として扱われており、それ故に偽物も多数回っている程のもととされる。
戦闘時の攻撃パターンは地上と空中の2種類があり、地上では突進や圧縮空気の塊である風ブレスを多用し、空中では長時間ホバリングをしつつ、尾による打撃や低空飛行による突進などの攻撃を仕掛ける。雪山での討伐の際は、ブレス攻撃に氷属性と雪だるま効果が付加される。
『MH4』では、滞留する巨大な竜巻や、移動する小型の竜巻が発生するブレスのモーションが追加され、さらにMH4GのG級個体は、大きく蛇行する小型の竜巻や低速で移動する巨大な竜巻などの攻撃が追加された。防御面では風の鎧を纏っており、怒り状態では纏っている風が黒色化して龍風圧を帯びる。龍風圧を受けたハンターは尻餅をつき転倒する。また、龍風圧を完全無効化するスキルは存在しない。風の鎧の機能はクシャルダオラを怯ませる、毒状態にする、角を破壊することで停止できる。
『MHR』では、飛行する頻度そのものが大幅に減ったが、地上における戦闘力が向上しており、龍属性エネルギーを纏い、空中からボディプレスをする強襲、怒り時の滞空中に竜巻複数本を一度に作りだして発射する「嵐舞」や必殺技として、こちらを気流で吸い寄せた後に巨大な竜巻を発生させて吹き飛ばす「スーパーセル」という攻撃が加わった。
先述の脱皮前で気性が荒くなっている時期の物を「錆びたクシャルダオラ」と呼んで特殊個体と同等の存在として扱うこともある。
『MHF』に登場する剛種は弱点属性が頭・翼・尻尾以外は逆に属性攻撃が吸収されてしまうため、属性を用いる際はこれらの部位を正確に狙わなければ有効なダメージを与えることができないという特徴をもつ。特異個体は眼が金色になり、風ブレスの弾が爆風を巻き起こす。軌道上の地面を凍らせながら、爆風をまとったうえでの滑空突進や、地面を凍結させる竜巻ブレス、激しい風と冷気でハンターを上空に吹き飛ばすと同時に防御力を低下させる咆哮などを繰り出す。また、瞬時にハンターの死角に回り込み風ブレスの弾を放ったり、閃光を浴びせると上空に舞い上がって風ブレスの弾を広範囲に撒き散らしたり滑空突進を繰り出すほか、無数の巨大な竜巻を周囲に発生させる。さらに、闊歩の際にはクシャルダオラの周囲を暴風が包み込む。剛種の特異個体は、予備動作をほとんど行わずに風を呼び込み強大な竜巻をまとう高威力の攻撃も行う。激個体は竜巻ブレスが衝撃波となって広範囲を吹き飛ばす攻撃に変化している。錆びたクシャルダオラの特異個体およびその剛種も存在し、攻撃パターンが通常種より増加しているほか、触れると武器の斬れ味を低下させる錆の破片を攻撃時にばら撒く。

『MHF-G』10ではG級個体が登場している。風の鎧を纏っている間に限り、クシャルダオラの周囲を周る竜巻が常時発生するほか、羽ばたいた後巨大な竜巻を2つ発生させる行動も行う。角を折る以外にも毒状態にすることで風の鎧と周回する竜巻を無力化することができるが、毒状態の解除を行う際に周囲に毒液をばら撒く行動を行ってくる。
クシャルダオラの素材を用いた武器には氷属性が付く。『MHF』の一部の武器には龍属性が付き、同作に登場するG級個体の素材を使った武器には、同作の複属性の一つである風属性が付く。
『モンスターハンター：ワールド』の開発スタッフである藤岡要は4Gamer.netとのインタビューの中で、氷属性は開発中にどうしても枯渇しがちな属性であるため、過去作では雪山にクシャルダオラを登場させていたと明かしている。

### ナナ・テスカトリ
- 別称：炎妃龍（えんきりゅう）
- 登場作品：MH2／MHP2／MHP2G／MH4[† 8]／MH4G[† 8]／MHW／MHWI／MHF
- 作品中の分類：古龍目炎龍亜目テスカト科
- 全長：約1741センチメートル／全高：約623センチメートル／脚裏のサイズ：約131センチメートル
- テーマ曲：炎国の王妃[† 12]

翼が生えた獅のような姿をしている古龍種。王冠のような、縦方向に伸びる形状の角を持つ。下顎の犬歯が発達し、口内には収まらず常に露出する。また、後頭部から首の付け根にかけてたてがみが発達し、体色は青い。テオ・テスカトルは同属のオスとされており、角の形状や体色が異なる。
主に古塔や火山に生息する。テオ・テスカトルと共に古龍種の中でも気性が荒く、狂暴で危険なモンスターとされ、縄張りと認識した領域内の街を襲撃することがある。口から火を吐き、身体からは高熱が発せられ、火薬のような可燃性の粉状組織を振り撒く。これらの体質は「燃石炭」という、作中世界に存在する通常の石炭の20倍の火力と燃焼時間を持つ可燃性鉱物を摂取することで得ており古塔をねぐらにし、燃石炭を摂取するために遠方の火山や沼地へと飛翔する。ナナ・テスカトリは自身の体から排出される粉状組織に点火して粉塵爆発を起こす行動をとるが、この粉塵爆発は、自身に付いた老廃物を焼却する代謝の一環とする説や、主食である燃石炭からブレスの成分を精製する過程で発生する高圧縮の液体をリフレッシュするためという説が作中の世界でなされている。ナナ・テスカトリ自身もその性質を熟知し、積極的に外敵への攻撃へ転用するとされる。
火炎放射器のような炎のブレスを吐き、怒り時にはブレスの射程距離が伸びる。また、翼から粉状の組織片を飛ばし、牙を火打石のように打ちつけて火花を起こし、粉塵爆発を発生させる攻撃を行う。『MHP2G』では怒り時の尻尾振り攻撃による粉塵爆発と、突進攻撃前の予備動作が追加された。さらに、身体から高温を発しているという設定のため、ナナ・テスカトリに近接すると体力が徐々に減少してゆく。接近時に体力が減少する特性は、ナナ・テスカトリを毒状態にする、または角の破壊で停止させることが可能である。
『剛種』は怒り移行時に突進を行うようになり、怒り時は全ての行動が高速化する。なお、剛種クエストは、最大金冠サイズのナナ・テスカトリが高確率で出現するようにもなっている。ナナ・テスカトリの特異個体は耳や尻尾、犬歯などが大きくなり、眼や歯は金色に変色している。粉塵爆発が届かない場所までハンターが退避した場合、ピンポイントの爆破を自動的に追加し、バックジャンプから即座に空中火炎放射攻撃へ繋げる攻撃をする。また、宙返り攻撃から続けて空中から粉塵爆発を放つ、追尾力が高い突進をドリフトしながら3連続で繰り出すようになった。MHFのG級クエストでは、巨大サイズが高確率で出現し、怒り時は高速で行動する。G級での追加行動として、ハンターの頭上に移動してから火炎放射ブレスで周囲を薙ぎ払い、爆炎と共に急降下プレスする攻撃を行う。さらにG級特異個体は、怒り状態時の咆哮の際に周囲全方位を無数の粉塵爆破で吹き飛ばすほか、怒り時のみバックジャンプ後の威嚇を行わない。
剛種クエストのナナ・テスカトリの素材で生産できる剛種武器は火または龍属性を帯び、特に片手剣は、『MHF』を含む従来の片手剣の火属性値500前後までだったところ、この武器は火属性値が2100となっている。

### テオ・テスカトル
- 別称：炎王龍（えんおうりゅう）、陽炎龍（ようえんりゅう）[9][† 13]
- 登場作品：MH2／MHP2／MHP2G／MH4／MH4G／MHX／MHXX／MHW／MHWI／MHR／MHRS／MHF／MHXR
- 作品中の分類：古龍目炎龍亜目テスカト科
- 全長：約1741センチメートル／全高：約623センチメートル／脚裏のサイズ：約131センチメートル

砂漠や火山、沼地などに生息する古龍種。野牛のように後方に湾曲して伸びた2本の角と赤色の体を持つ。長い剣歯やたてがみなど、外見的特長はナナ・テスカトリと似るが、たてがみはやや縮れた質感を持つ。ゲーム中ではテオ・テスカトルが炎龍のオスで、ナナ・テスカトリがメスであるとされる。
ナナ・テスカトリと同様に炎をまとい、攻撃方法なども類似している。粉塵攻撃の射程は粉塵の色で判別可能であり、赤の場合は至近距離、橙色の場合は近距離、黄色の場合は遠距離で、怒り状態では爆発の範囲が広がる。
MH4では炎熱によるダメージの範囲が頭部周辺に限られており、角も龍属性以外でも破壊できるようになった。しかし、怒り状態になると顔と前足に炎をまとうようになり、攻撃の一部に粉塵が混じり、攻撃を受けると爆破やられ状態になる。また、怒り状態が解除される直前に粉塵をまとって飛び上がり、周囲を爆発で吹き飛ばしてくる「スーパーノヴァ」が追加された。MH4GのG級個体は上記のスーパーノヴァを遠距離に対応させた攻撃が追加された。
剛種はクシャルダオラ剛種と同じく、特徴的な肉質となっている。特異個体は鬣や翼に金色が混じり、接近したハンターの体力を高速で減少させる炎を全身にまとう。また、この炎はボウガンの弾と弓矢を弾き飛ばす。怒り時の炎ブレスの射程は距離を取って回避するのが不可能なほどに伸び、挙動の一つ一つに粉塵爆発を伴わせる。さらに龍風圧より強力な「暴風圧」を発生させ、無効化スキルがない場合で暴風圧を受けると、ダメージを受けると共に吹き飛ばされる。閃光玉などを受けた場合は、エリア内の全ハンターをピンポイントで粉塵爆発に巻き込む。また、特異個体は歩きながら周囲に粉塵溜まりを設置する。この粉塵溜まりはテオ・テスカトルが右足を地面に叩きつけながら牙を強く打ち付ける起爆動作で一斉に爆発を起こす。剛種の特異個体は2連続ステップから粉塵爆発が付加された飛び掛り攻撃に連携する攻撃を繰り出す。覇種クエストのテオ・テスカトルは、剛種の特異個体の能力がさらに強化され、挙動時の爆発の頻度が増加し、触れると火傷状態になる火柱が粉塵爆破後に残るようになっている。また、ダメージが蓄積すると、「獄炎ブレス」という火球を吐き出す。この火球は地面に着弾すると塔の頂上の半分以上を巻き込むほどの炎の竜巻のエフェクトを発する。さらにテオ・テスカトル自身がその炎の中に飛び込み、全身を激しい火炎で炎上させる「炎上形態」へと移行する。自らを炎上させた際は、挙動時の爆発でも火柱が生じるようになり、爆発と火柱を起こしながら突進を行ったり、爆炎と黒煙で視界が完全に遮られる効果のある粉塵爆破を引き起こす火炎放射攻撃、巨大な火炎を身体から放射する技のほか、咆哮とともに広範囲を炎で3度に渡り焼き尽くす「炎の嵐」などを繰り出す。

MHF-G10ではG級個体が登場。覇種個体とは異なる炎の竜巻を発生させる。

### オオナズチ
- 別称：霞龍（かすみりゅう）
- 登場作品：MH2／MHP2／MHP2G／MH4[† 8]／MH4G／MHX／MHXX／MHR／MHRS／MHF／MHXR
- 作品中の分類：古龍目霞龍亜目ナズチ科
- 全長：約1532センチメートル／全高：約510センチメートル／脚裏のサイズ：約227センチメートル
- テーマ曲：深い森の幻影[† 14]

密林や沼地など、湿気の多い場所を好む古龍。左右別々に稼働する目、長く伸びると共に自在に動く舌、巻きつくような形状の尻尾など、紫色のカメレオンに翼を生やしたような外見を持ち、『MHP2』のムービーではモロクトカゲのように体を揺らして歩く姿が見られる。また、後頭部はコブラのような形をしている。
光学迷彩のように、自身を周囲の風景に同化する擬態能力を持つ。
擬態能力は3つの能力の組み合わせで成り立っており、
電気を流すことで変色する性質を持つ皮膚による高度な保護色と、放出する霧による光の屈折（『MH4G』や『MHX』では怒り状態時に霧を吐き出して周囲に充満させるなどの描写がある）、そして五感を狂わせる作用がある神経毒のガスを放出することでオオナズチを認識しづらくしており、この3つの重複効果によってあたかも透明になったかのように感じるものとだという設定となっている。尻尾の先端の丸まった個所は聴覚器官の蝸牛であり、これと自在に動く目玉によって背後の対象を感知して背部の変色・擬態を行っており、そのため尻尾を切断されると作品によっては擬態能力に支障をきたす。鼻先にある一本の角も擬態に関わっているとされ、戦闘時に角を破壊されるとうまく擬態できなくなる。先述の神経毒以外にも、戦闘時には毒液や毒霧を吐き出すが、この毒はオオナズチの摂取した食物に含まれた毒素を蓄積したものとされ、作品ごとにオオナズチが用いる毒（状態異常）の種類が異なるのはこの摂取した食物の違いだという設定である。
作中では、オオナズチは擬態能力のため古龍の中でも特に目撃情報が少なく、『MH4G』のドンドルマの街を襲撃する個体など例外はあるものの大多数は温厚な性質であるなど、めったに人間の前に姿を見せず、情報が少ない存在とされる。
戦闘時は、口から毒霧や毒液を吐いて攻撃する。毒霧や毒液はチャット機能を停止させる「声帯麻痺」、スタミナを最低状態まで減少させる「疲労」、体力を奪っていく毒など様々な状態異常を引き起こす。また、粘着質の舌を伸ばして攻撃しながら、プレイヤーが所持する食料品や回復薬を盗む。高い体力と肉質の硬さを持つが、突進以外の動作は緩慢である。透明化した状態では姿を視認することができず、ペイントボールなどでマーキングしてもエリアマップにオオナズチの正確な位置の表示がされなくなり、ターゲットカメラも機能しない。透明状態時に煙や土埃などで空気の状態を変化させると、オオナズチの輪郭を浮かび上がらせることができる。また、角と尻尾を破壊されると完全に透明化できなくなり、ターゲットカメラで探知可能になる。MHFでは透明状態時にランダムボールを当てると、一定時間オオナズチが擬態できなくなる。MHP2Gまでは通常時に透明化しており、怒り状態の時に姿を現したが、『MH4G』では通常時に姿を現し、怒り状態の時に姿を消す形態に変更された。また、『MH4G』では攻撃方法が毒に特化され、毒霧を広範囲に散布するほか、着弾時にその場に停滞する球状の毒霧を放つ。戦闘街のクエストにも登場する。
『MHR』では、アイテムの代わりに花結に付着した花粉を盗むようになり、盗んだ花粉の効果を受けるようになった。盗まれた花粉はオオナズチをダウンさせれば取り返すことができる。
『MHF』に登場するオオナズチの剛種は、舌による攻撃で一度に2個のアイテムを奪い、高速で舌を突き出す技をもつほか、弱点属性が大きく変化している。特異個体は疲労効果のあるガスを吐いた直後に毒霧を放出する攻撃や、バックジャンプ直後に突進を行う攻撃、舌を振り回してアイテムを盗みながら、舌でハンターを引き寄せた直後、そのまま空中で毒霧を放出してダメージとともに毒状態にして吹き飛ばす攻撃などのコンボ攻撃を行う。また、大きく跳躍した後にハンター目がけて急降下したり、尻尾で周囲をなぎ払いながら方向転換するなど行動も用いる。さらに、発生する風圧は周囲のハンターを吹き飛ばす暴風圧に変化している。オオナズチの怒り状態時に周囲に発生する気泡にハンターが触れると、ダメージを受けるだけでなくスタミナが大幅に減少する。透明状態時では、爆発や砲撃などのダメージが大幅に軽減される。

『MHF-G10』でG級個体が登場。周囲一帯に毒霧を発生させ、その毒霧にさらされ続けると体力を一瞬で失うレベルのダメージを受ける。それを防ぐには、霧が晴れるまで別のエリアに退避するか、もしくはエリア内のどこかに透明状態でいるオオナズチに何らかのダメージを与える必要がある。
オオナズチを素材とした武器は毒属性を帯びる。MHFの剛種から作られる剛種武器は強力な毒と龍の双属性を帯びる。防具は「ミヅハシリーズ」と呼ばれ、魔術師のようなデザインをしている。
シリーズの複数作品でディレクターを務めた一瀬泰範は、消えるという性質上、オオナズチには毎回制作に苦労させられていると『ニンテンドードリーム』とのインタビューの中で語っている。

### ヤマツカミ
- 別称：浮岳龍（ふがくりゅう）
- 登場作品：MH2／MHP2G／MH4[† 8]／MH4G[† 8]／MHF
- 作品中の分類：古龍目岳龍亜目ヤマツカミ科
- テーマ曲：空に浮く山岳

巨大なタコのような形態をしており、空中に浮きながら4本の太い触腕と2本の細い触手を垂れ下がらせている。体表にはヤマツカミの体液を栄養源とした 寄生植物である龍苔や龍木と呼ばれるコケや木が生育し、別称の由来となっている。キリンと同様に、一般的に連想される龍の姿はしていないが、分類が難しいと言う点、太古から存在したという点などからヤマツカミを古龍に分類したという設定である。口は前方に開き、巨大な臼歯が確認できるほか、触腕には指が生えており、短いが尾も存在する。
食物を腐敗させて生成した体内のガスで自らの巨体を浮かせているとされている。空中を漂っているだけのように見えるが、性格は凶暴でしばしば街を襲撃することもある。寿命は非常に長いとされ、海洋を越えて生存が確認されていることから、行動範囲も非常に広いとされている。作中では、古龍観測所に保存されていた絵にヤマツカミらしき生物が描かれていた。
腕を振り回す、口を大きく開けて吸い込む、龍属性の爆炎を放出する、巨体を落下させたボディープレスなどを行う。また、口から大雷光虫を吐き出すこともある。吐き出された大雷光虫はフィールドを漂うが、しばらくすると動きが不規則になり、最終的には爆発を起こす。攻撃を加えていくと腐敗ガスによって膨らんでいる体が徐々に萎んでいき、一定のガスが抜けると巨体を空中に保てなくなり落下していく。その際に、上に飛び乗って体表に生育する苔や木を剥ぎ取ることもできる。MHP2には登場しないが、一部の素材はポッケ農場にいるアイルーのトレニャーが持ってくる。続編であるMHP2Gには専用ステージと共に登場し、システムが若干変更された仕様で戦うことになる。
MHFの剛種がまとうガス状のオーラはガンナーの弾を時折弾くことがあり、弾かれた弾が状態異常弾だった場合はハンターに当たるとその弾に設定された種類の状態異常に陥る。また、足場に張り付いたまま広範囲にガスを放出したり、素早く回転しながら周囲の足場をなぎ払う攻撃などを繰り出す。剛種クエストはクエスト開始場所が通常と異なり、塔の最上階へ到達しなくても討伐可能になっている。
ヤマツカミを素材とした武器は麻痺属性を帯びる。防具は木彫りの仏像や天女像を模したデザインとなる。

### ナバルデウス／ナバルデウス亜種
- 別称（原種）：大海龍（だいかいりゅう）
- 別称（亜種）：皇海龍（こうかいりゅう）
- 登場作品（原種）：MH3／MH3G／MH4[† 8]／MH4G[† 8]
- 登場作品（亜種）：MH3G
- 作品中の分類：古龍目深龍亜目ナバルデウス科
- 全長：約5837.2センチメートル／全高：約3576センチメートル
- テーマ曲：深淵の朔望（移動時）／月震（戦闘時）

深海を住処にする純白の巨大古龍。水牛のような、横に伸長し上方に反り返った巨大な角が頭部の左右から生えており、角の大きさは左右で異なる。また、前脚はヒレ状に小さく、後脚は海獣のようなヒレ状に変化し、尻尾も遊泳用の尾鰭になっているなど、水中生活に特化した形態をしている。胸は体毛に覆われ、腹側の一部と上顎部分には「神秘の発光体」と呼ばれる水色の発光器官を持つ。興奮すると腹と前足が黒く変色し、発光器官が赤色に発光する。
深海に生息しており、時折呼吸のために海上へ浮上するが、髭や体表に大量の藻類を共生させており、それを発光器官や体表の発光バクテリアを光源にして光合成を行わせることで酸素を補充しているため、一度の呼吸で数か月の間は海中での活動が可能とされている。
MH3およびMH3Gでは、モガの村の古い伝承に「深海に棲む光る巨人」として紹介される。作中において、モガの森を襲った地震・地鳴りの正体は、片方の角が異常発達して気が立ったナバルデウスが、モガの森の真下にある海底遺跡に侵入し、右角を地盤に打ちつけたことによるものだったとしている。作中では、モガの村を守るためにプレイヤーがナバルデウスの潜む海底遺跡へ赴くシナリオとなっている。
ナバルデウスの討伐は海中で行う。巨体による突進や、大きく仰け反って口から大量の海水を吸い込み圧縮し、帯状の水流にして吐き出す「激流ブレス」という攻撃を行う。
MH3Gでは亜種が登場する。黒い身体に金色の鱗や体毛と2本の角を備える。角は左右共に均一な大きさに発達し、左右の角は部位破壊が可能である。数百年生きたことで体表の発光バクテリアが増殖し、光合成での酸素供給量が増加したことで呼吸のため海面に出る必要がなくなり、深海に定住した個体であるという設定である。また、発光の影響で金色の体色となったとされている。亜種固有の攻撃として、横方向への激流ブレスの掃射や、遺跡の上部および下部への移動後に行うブレス掃射が加わっている。原種は村クエストのみ登場するが、亜種は集会場クエストでの多人数プレイが可能である。

### ジエン・モーラン／ジエン・モーラン亜種
- 別称（原種）：峯山龍（ほうざんりゅう）
- 別称（亜種）：霊山龍（れいざんりゅう）
- 登場作品（原種）：MH3／MHP3／MH3G／MH4[† 8]／MH4G[† 8]
- 登場作品（亜種）：MH3G
- 作品中の分類：古龍目峯龍亜目ジエン科
- 全長：約11161.9センチメートル／全高：約2705センチメートル／脚裏のサイズ：約619センチメートル
- テーマ曲：砂海に浮かぶ峯山（撃龍船ステージ）／迎え撃つ大銅鑼（決戦ステージ）／英雄の証（決戦ステージにて撃龍槍を命中させた時、一定時間流れる。）

砂海に出没する巨大な古龍。背中の甲殻が山脈のように発達し、口元からは巨大な2本の牙が伸びている。体型はワニに類似し、四肢は短い。背部甲殻をはじめとした体表には大量の鉱石が付着・堆積しており、これは砂と共に取り込んだミネラル分がジエン・モーランの体液と化合して鉱石のような物質となり析出し、砂海の遊泳時に周囲の砂で研磨されたものという設定である。
砂海を泳いで移動しながら、砂中の有機物を飲み込んでいるデトリタス食の古龍で、おこぼれを狙って複数のデルクスがジエン・モーランの周囲で群れをなしている。呑み込んだ大量の砂は背中から体外へと大量に排出する。排出された砂は季節風に乗り、ジエン・モーランが出没する地域では砂嵐が発生する。
MH3では、ロックラックの街付近の砂漠に出没し、砂嵐を発生させる原因になっていた。他の古龍同様に、天災と同等に恐れられているが、砂漠では手に入りにくい希少な鉱石をもたらすため、一方で「災厄と豊穣の象徴」としても崇められているという設定である。「峯山龍狩り」は祭りとされており、街の一般の人々は避難しているが、ギルド関係者は祭り気分で盛り上がる。大砂漠の砂嵐と、ジエン・モーランが吐き出す大量の砂によって、周囲の砂の流れが不規則になるため、通常の砂上船は航行が制限され、ジエン・モーランの討伐にはフレームの強固な撃龍船が使用される。
『MH3』では、オンライン専用のイベントクエストにのみ登場し、チャチャを連れて行くことはできない。『MHP3』および『MH3G』では、オトモ達を連れて行くことができる。討伐は前半の撃龍船ステージと後半の決戦ステージに分かれており、撃龍船ステージでは撃龍船に乗り、砂海を移動するジエン・モーランと並走する形で討伐を行う。この撃龍船にはジエン・モーランをひるませる銅鑼や、攻撃用の大砲およびバリスタが搭載されている。ジエン・モーランは撃龍船への体当たり、長い牙を振り回す、背中に堆積した岩を飛ばすなどの攻撃を行う。ジエン・モーランが船に接近した際に背中に乗り移ることが可能で、背中には採掘ポイントが複数あり、ピッケルで鉱石を採取できる。オトモアイルーやチャチャ・カヤンバは、通常の攻撃行動以外に、大砲やバリスタの弾を採取し、砲撃や射撃による攻撃を行う。ジエン・モーランにある程度ダメージを与えると、撃龍船の動きが止まり、遠くから迫り来るジエン・モーランを迎撃する決戦ステージへと移行する。
G級クエストでは、大量の空気と砂を吸い込み、竜巻状の砂塵として吐き出す攻撃を行う。下位クエストの場合は、撃龍船ステージで一定ダメージを与えると、撃退という形でクエストクリアとなる。上位クエストの場合は、撃龍船ステージで一定ダメージを与えると決戦ステージに移行し、討伐するか一定ダメージを与えた上で時間切れになると撃退となりクエストクリアになる。
ジエン・モーランから入手できる素材から作成された装備の名称は、「大和」（男性剣士）「陸奥」（男性ガンナー）「日向」（女性剣士）「天城」（女性ガンナー）とそれぞれ異なり、一式装備した姿は日本の鎧武者のような姿になる。オトモアイルーのオトモ装備は足軽風の装備となる。
MH3Gでは亜種が登場する。「霊水晶」と呼ばれるアメシストのような鉱物に全身が覆われているが、これは摂取した石英が外皮上に析出・研磨されたものとされる。昼間は砂海深部の石英質土壌の中に生息し、夜間のみ酸素の補充のため砂上に出てくる生態を持ち、闇夜に煌めく透きとおった外観から、神秘の象徴として畏敬の念を集めているという設定である。亜種の体表からは原種よりも希少な鉱物が手に入るため、亜種の出現時は大規模な船団が組織される。
シリーズプロデューサーの辻本良三は、「船と並走しながら狩りをする巨大なモンスター」というコンセプトアートが先行して制作され、制作チーム内から湧き上がってきたアイデアをデザインやゲームシステムとして落とし込んだとパチスロ機器メーカーのロデオとのインタビューの中で明らかにしている。

### アマツマガツチ
- 別称：嵐龍（らんりゅう）
- 登場作品：MHP3／MH4[† 8]／MH4G[† 8]／MHX／MHXX／MHRS／MHF-Z
- 作品中の分類：古龍目嵐龍亜目アマツマガツチ科
- 全長：約3133.8センチメートル
- テーマ曲：大風に羽衣の舞う（通常時）／嵐の中に燃える命（激昂時）

MHP3に登場するユクモ村にて「天の神」「大いなる厄災の龍」として、古くから伝承されていたという設定の古龍。海竜種に近い骨格を持ち、頭部にそびえる一対の長い角に、羽衣のような飛膜など、東洋の龍を思わせる形態をしている。
風を発生させる能力を持ち、自ら生み出した積乱雲を元に大規模な嵐を発生させ、その気流を飛膜で捉えて飛行する生態から、「嵐龍」という別称を持つ。常に嵐を身にまとうため、アマツマガツチの周囲では水害や土砂崩れなどの大規模な自然災害が発生する。また、体内に嵐気胞という器官を持ち、膨大な量の水を貯蓄し、高水圧の弾丸やウォータージェットとして吐き出すことができるという設定である。生態ムービーでは、ギルド所有の飛行船をウォータージェットで撃ち抜いて撃墜する様子が描かれた。
MHP3では、アマツマガツチが霊峰に接近したことで、ジンオウガが霊峰からユクモ村の麓の渓流まで降りてきたというストーリー上の設定がなされた。ユクモ村を壊滅の危機に陥れたことから討伐依頼が発生し、プレイヤーが霊峰へ赴くことになるという流れである。
戦闘時は身体中のヒレと柔軟な身体を使った攻撃をはじめ、泳ぐような動作の突進や、口から水弾を発射する、複数の竜巻を拡散させるなどの攻撃を行う。また、自身を中心に高速回転することにより周囲を吸引する竜巻を発生させ、引き寄せられたプレイヤーを薙ぎ払う。激昂すると体色が紫色に変化し、空中に舞い上がった後、上空から地割れが起きる水圧のビームを放つなど攻撃パターンが増加する。また、この際にBGMが変化し、霊峰の天候がさらに荒れるという演出上の変化が起きる。激昂状態は討伐まで解除されることはない。アマツマガツチの討伐に成功すると、霊峰を覆っていた嵐が止み、晴天が広がる演出がなされる。また、討伐時に流れるBGMは、通常の討伐時BGMとは異なるアマツマガツチ専用のものとなっている。
MHRSでは、前方に横向きの竜巻を発生させ吸引する、周囲の敵を打ち上げ複数の竜巻を発生させる、尻尾から竜巻を打ち出すなどの攻撃の他に、雷を落とす技を繰り出す。
アマツマガツチの素材から作成される武器は水属性を帯びる。防具には、男性用防具の場合は名称の頭に「荒天」、女性用は「蒼天」という単語が付加され、日本の神職衣装のようなデザインとなる。

### ダレン・モーラン
- 別称：豪山龍（ごうざんりゅう）
- 登場作品：MH4／MH4G
- 作品中の分類：古龍目峯龍亜目ダレン科
- 全長：約11446.5センチメートル／全高：約2693.6センチメートル／脚裏のサイズ：約639センチメートル
- テーマ曲：砂海に浮かぶ峯山（撃龍船ステージ）／迎え撃つ大銅鑼（決戦ステージ）／英雄の証（決戦ステージで撃龍槍を命中させた後）

バルバレの街周辺の大砂漠に生息する、ジエン・モーランに酷似した外見を持つ巨大な古龍。吻が螺旋状にねじれて伸びた角に発達し、体表は赤茶色の岩石のような甲殻で覆われている。体表に付着した鉱石等の成分はジエン・モーランと異なる。
ジエン・モーランの生息域よりも深い、硬い岩盤の多い地層を主な生息域としており、岩盤を効率よく掘削するために形態が進化したという設定である。ドリルのように全身を捻じりながら地中を潜行する。
MH4およびMH4Gのオープニングにて、バルバレでハンターの活動を開始しようとしていたプレイヤーと「我らの団」の団長が乗る船に襲い掛かり、プレイヤーが下着姿でダレン・モーランを撃退するイベントが発生する。撃退後、ゲーム中で「パンツ一丁で豪山龍を撃退したハンター」と噂される場面がしばしば登場する。
戦闘の流れはジエン・モーランとほぼ同じで、砂上船でバリスタや大砲、撃龍槍などの設備を使う、または背中に乗り移って直接攻撃するなどである程度ダメージを与えた後、決戦ステージへ移行する。砂上船を破壊された時点でクエストは失敗する。背中から砂上船に向かって岩を飛ばす、背中の噴出孔から甲殻を射出して砂上船の設備を一時的に封じる、砂上船への体当たりで甲板を傾けてハンターを砂漠に滑り落とそうとするなどの攻撃を行うほか、決戦ステージでは砂を吸い込んだ後、アカムトルムのソニックブラストのように砂塵を放つ攻撃を行う。
『マーベル VS. カプコン:インフィニット』でも敵キャラクターとして登場する。

### シャガルマガラ
- 別称：天廻龍（てんかいりゅう）
- 登場作品：MH4／MH4G／MHX／MHXX／MHRS／MHF-Z／MHXR
- 作品中の分類：古龍目廻龍亜目マガラ科
- 全長：約1778.1センチメートル／全高：約619.9センチメートル／脚裏のサイズ：（翼脚）240.9センチメートル、（前脚）136.1センチメートル
- テーマ曲：光と闇の転生

シナト村で禁断の地と呼ばれている地域、禁足地に生息する古龍。ゴア・マガラが成長し、脱皮した成体である。表皮は輝きのある純白色で、頭部にはゴア・マガラの時にはなかった双眼が存在する。また、背部には四肢とは別に翼脚と呼ばれる腕や脚としても機能する翼があり、飛行だけでなく、物を掴んだり走行時に使用する。また、前肢の長さが後肢よりも長いという骨格構造をしている。我らの団の団長が所持していた鱗は、シャガルマガラの純白の龍鱗である。
初登場作品であるMH4では、幼体であるゴア・マガラの時に世界各地を放浪し、脱皮の時期が近づくと、生まれた場所に帰巣してシャガルマガラへ変態を遂げると紹介されている。ゴア・マガラと同じく、「狂竜ウイルス」という正体不明の物質を周囲にまき散らす。狂竜ウイルスを吸引した生物は「狂竜症」にかかり、運動能力の上昇と狂暴化を発症し、最終的に死に至る。存在するだけで生態系を滅ぼしかねない危険な古龍だが、シャガルマガラが悪意を持って狂竜ウイルスを撒いているわけではないという説明が、作中に登場する人物によってなされている。シャガルマガラの狂竜ウイルスには、ゴア・マガラの成長を抑制する特殊なフェロモンが含有されており、脱皮寸前だったゴア・マガラがこれを吸引すると、脱皮不全を起こして死に至る。一部渾沌に呻くゴア・マガラとなる。また、狂竜ウイルスに生殖細胞を混入し、感染者に生殖細胞を寄生させたうえで、その感染者の死骸を餌として子孫となるゴア・マガラが発生するという捕食寄生のような繁殖を行う。単為生殖であるため、シャガルマガラに性別は存在しない。
MH4およびMH4Gでは、シャガルマガラはシナト村にて、大昔に天空山に住むモンスター達が突如として凶暴化して殺し合いを行い、生息していた生物が絶滅したという伝承に関与している。シャガルマガラという名称は、そのシナト村の伝承に登場する神の名前に由来するという設定である。MH4およびMH4Gのストーリー上では、捕獲したゴア・マガラが脱皮してシャガルマガラとなって逃走し、禁足地に帰巣したシャガルマガラから発せられる狂竜ウイルスが山谷風に乗って周辺に散布され、感染したモンスターが次々に狂暴化し始めたため、異例の事態と判断したギルドがプレイヤーに討伐を依頼するという流れになっている。シャガルマガラの討伐に成功した後、エンディングムービーとスタッフロールが流れ、団長から純白の龍鱗を渡される。
戦闘中の動作は狂竜化したゴア・マガラに似ているが、吐き出す狂竜ウイルスのブレスはバリエーションが幾つか増えている。怒り状態になると、空中に舞いあがって翼を広げ、滞空した状態で咆哮を放つ。シャガルマガラが怒り状態の間は、フィールド上に爆発する地形トラップがランダムに出現する。MH4GのG級クエストでは地形トラップによる攻撃方法が変化し、一定の攻撃後にシャガルマガラの前方に2つのトラップが同時に出現するほか、プレイヤーを直接狙って爆発する地形トラップも追加された。ブレスや地形トラップによる攻撃を受けると、狂竜ウイルスに感染する。シャガルマガラのいるフィールドは、放出する大量の狂竜ウイルスが煙霧として立ち込めており、シャガルマガラが登場すると禁足地では周囲が暗闇に包まれ、未知の樹海では紫色の靄がかかるようになる。シャガルマガラが立ち去る、またはシャガルマガラを討伐した場合は、それが晴れるという演出がなされている。

### ダラ・アマデュラ／ダラ・アマデュラ亜種
- 別称（原種）：蛇王龍（じゃおうりゅう）
- 別称（亜種）：蛇帝龍（じゃていりゅう）
- 登場作品（原種）：MH4／MH4G
- 登場作品（亜種）：MH4G
- 作品中の分類：古龍目蛇龍亜目アマデュラ科
- 全長：約44039.7センチメートル／全高：（上半身）約8226.5センチメートル／脚裏のサイズ：約1273センチメートル
- テーマ曲：千剣に巣食う者（前半戦）／逆鱗に抗う者（後半戦）

作中において、遥か太古の逸話や伝説に名を残し、悠久の時を生きてきたという巨大な古龍。体長は44039.7センチメートルに達し、その大きさは作中に登場するモンスターの中で最大級である。大蛇のように長い胴体を持ち、短い四肢を備える。鋼皮という薄く柔軟な皮が何十枚にも重なって構成された外皮の上に、剣鱗という刃のように鋭利な鱗を持ち、更に背部は扇刃と呼ばれる発達した巨大なヒレ状の鱗に覆われている。また、骨格は莫大な自重を支えるために、渦巻骨という捻じれた形状の頑強なものとなっている。尾はガラガラヘビのようになっている。舌は通常の蛇と違い三叉に分かれている
生態は謎に満ちており、「圧倒的なインパクトを持たせるため、縛りを設けたくない」として公式設定も脱皮に関する事など必要最低限のものしか存在していない。その巨体のため移動するだけで地形が削れて地殻変動などが起き、開発コンセプトも「地形と一体化しているような、動くだけで地形が変わるような巨大な蛇のモンスターを作る」事を原点としている。生態的な特徴の一つとして、青白い炎のように輝く正体不明のエネルギーを司る。また、「凶星」と呼称される青白い結晶状の隕石を呼び寄せる能力を持つ。ダラ・アマデュラが出現した地帯一帯には、煌々とした光が一帯を照らす、雷雲が発生する、地面や山が抉れる、大規模な地形変動が続発するなどの異常現象が起きる。
作中においては太古から目撃情報自体はあり、劇中の舞台として登場するシキ国周辺の「天空山」はかつてダラ・アマデュラが暴れたために山が削れて異様な地形になった。にも関わらずギルドが把握していなかった理由は、人智を越えた巨体のために生物として認識されていなかったからであるとされている。作中では、大規模な地形変動などからダラ・アマデュラの存在が判明し、ダラ・アマデュラの大規模移動に際して起きる被害は、いずれ人間の活動領域までおよぶとの予測が立ったことから、プレイヤーに討伐依頼が発生するというシナリオになっている。
討伐クエストは専用フィールドの「千剣山」で行われる。非常に巨大なモンスターのため、ターゲットカメラのアイコンは頭部と尾部の2つに分かれる。戦闘時はフィールドを縦横無尽に動き回り、噛みつく、尾で薙ぎ払う、口から青白い光の弾を射出して吹き飛ばすなどの攻撃を行う。また、ヘビのように舌を出し入れしており、この際に舌に触れると麻痺状態になる。時々、山に巻き付くことがあるが、この時にダラ・アマデュラの背に乗ることができ、背中や頭部を直接攻撃できる。怒り状態になると胸部が発光し、この時に胸部に接近すると体力を徐々に削られる。また、大量の凶星を隕石のように降り注がせる。稀に凶星が爆発せず地面に埋まった状態でフィールドに残存する場合があり、この石を採掘することで「凶星の破片」という素材を入手できる。戦闘が進むとダラ・アマデュラの行動パターンが変化し、直線状に放出した青白いブレスで薙ぎ払い攻撃を行うようになるほか、最終的にはハンターが行動可能の範囲が戦闘開始時の半分ほどの広さまで狭まるほどフィールドの地形を崩壊させる。
MH4Gでは亜種が登場する。設定上では生物学的亜種ではなく、原種が脱皮した直後の姿であり、ムービーでは脱皮の様子が描写されている。鱗が金色に変化しているほか、扇刃や鉤爪を高温で赤熱化させる能力が加わっており、一部の攻撃の後にフィールドの地面を一時的にマグマ化してハンターへのダメージ地帯に変化させる。赤熱化は、脱皮直後ゆえに新陳代謝のバランスが悪く、体温が異常に上昇する部位が生まれているためという設定である。それ以外の攻撃パターンは原種と変わらないが、各所の部位が赤熱化していないと攻撃が通らない。
MHWには狩猟対象としては登場しないものの、舞台となるフィールドの瘴気の谷に「ダラ・アマデュラ古代種」というMH4の個体よりも更に巨大なダラ・アマデュラの骨が登場している。
「ダラ・アマデュラ」という名前はアッカド語が由来であり、「ダラ」は「塔」、「アマデュラ」は「鎧」という意味である。

### ゴグマジオス
- 別称：巨戟龍（きょげきりゅう）
- 登場作品：MH4G
- 作品中の分類：古龍目戟龍亜目ゴグマ科
- 全長：約4920.5センチメートル／全高：1708.5センチメートル
- テーマ曲：軋む巨戦（形態変化する前）／超重の戟翼（形態変化する後）

立ち上がると数十メートルの高さがある城壁を優に超える巨大な古龍種。シャガルマガラなどと同様に翼が翼脚という第5・6の脚となっている。後述するように火薬など硫黄を含有するものを食べるという設定で、体表からは「超重質龍骨油」という重油のような体液が分泌・排出されており、ゴグマジオスが通った後には滴った大量の油が残されていく。巨戟という別名の通り、背中に巨大な槍が付いているが、これは火薬を求めてドンドルマの街の武器庫に侵入した際、そこに保管されていた「初代撃龍槍」という対大型モンスター用の固定兵器を、たまたま体表から滲出した油で絡め取ってしまったものである。これ以外にも、体表には油でからめとった人工物が無数に付着している。また、体内で硫黄を分解する際に発する高熱を処理する排熱器官を持ち、ゴグマジオスはその熱を任意で放出することで外敵への攻撃手段としている。
硫黄などを餌として、摂取したそれらをエネルギーに変換する燃焼器官を体内に持ち、劇中の個体は硫黄を含む混合物である火薬に目を付けて各地の武器庫を壊したり忍びこんだりして火薬を食していた。食べた火薬の有機物成分などゴグマジオスにとっての不純物は「超重質龍骨油」という粘性と爆発性の極めて高い重油のような見た目の黒い油状の体液へと精製され、ゴグマジオスの外皮は分泌した油が染み込んで固化することで強固なものとなっているが、ゴグマジオスの翼脚の翼膜も油がこびり付いて固まり拘束されており、通常は飛行できない。体温が上昇して油が溶けることで翼が開き、飛行体勢に入ることができる。そのため、ゴグマジオスが空を飛ぶことは滅多にない。充分に餌を摂取すると、地中に潜って数十年の長い冬眠に入るため、能動的に活動することが滅多になく、目撃例や伝承がなかったとされる。休眠を繰り返す生態のため、古龍種の中でもひときわ長寿であり、繁殖および世代交代による適応進化の回数が非常に少なく、原始的な形態を残した古龍種であるとされる。
ゴグマジオスに関する討伐クエストは、MH4Gにて登場する。作中世界の各地の武器庫が荒らされ、火薬のみ持ち去られるという事件が発生していたが、その原因が火薬を餌とするゴグマジオスであることが判明し、更に舞台および拠点となるドンドルマの街に向かってきて討伐クエストが発生するという流れとなっている。なお、劇中に登場する個体は上述のように過去にも火薬を求めてドンドルマの武器庫に忍び込んだことがあり、その際に初代撃龍槍を偶然背中にくっ付けて持ち去っていた。
戦闘時は巨体に排熱器官による高熱を加えた肉弾戦のほか、口から大量の油を吐き出す、高熱を付加しての油を高圧で吹き付けて着弾点で爆発を巻き起こす、その爆発する油で薙ぎ払い広域を爆砕するといった攻撃を繰り出す。また、ゴグマジオスの身体から滴る油に触れると、粘つく油に絡め取られて拘束状態となり、この状態で熱を付加した攻撃を受けると油が爆発し大ダメージを受ける。ゴグマジオス固有の要素として、体表の油の状態で防御力が変化するというものがあり、体表の油が固化した部位は防御力が非常に高く、貫通弾を弾き返すが、油が溶けて液化すると防御力が低下して貫通弾が通るようになり、油が気化するとさらに防御力が低下する。ただし、一定時間たつと再び油は固化する。溶けている間に部位破壊を成功させれば、その箇所は常時貫通弾が通じるようになる。油はゴグマジオスが身体の一部を高熱化した際にその箇所が溶けるほか、ハンター側が火属性の攻撃を加えることでも溶かすことが可能である。体力が減少すると、激昂による排熱器官の活性化で体温が上昇して全身の油が溶け始め、揮発した油である黒煙を背中から噴き上げるようになり、飛行能力が回復する。この状態となったゴグマジオスは、滴らせる油が地面に落ちると爆発するようになり、空を飛んでこの油を大量に撒き散らす攻撃や、上空から油のブレスを掃射する攻撃を行うようになる。その一方で、この状態になると体表の油がすべて気化するため自身の防御力が著しく低下する。
ゴグマジオスの素材から作られる剣士用の武器はいずれも睡眠属性を持つ。防具は剣士用はゴグシリーズ、ガンナー用はマゴグシリーズと呼ばれる。ゴグマジオスを素材とした武器のデザインは拷問や罪人束縛用の拘束具を、防具は死刑執行人をモチーフにデザインされており、オトモ用の防具のデザインは鉄の処女を模している。
「ゴグマジオス」という名称は、旧約聖書に登場する巨人の悪魔「ゴグとマゴグ」、地球や地面を意味する「ジオ」、そしてフランス語で浸食を意味する「エロジオン」を混ぜたものである。制作においては、新フィールドであるドンドルマの「戦闘街」にて大きなイベント的に盛り込んだモンスターを作りたい事と、MH4に出たゴア・マガラ（シャガルマガラ）の骨格を活かした六脚状態の巨大なモンスターを作る事を原点として、強そうなだけではなく不気味さも持たせたモンスターとしてデザインされた。

### オストガロア
- 別称：骸龍（がいりゅう）
- 登場作品：MHX／MHXX
- 作品中の分類：古龍目骸龍亜目オストガロア科
- 全長：
- テーマ曲：怨嗟の慟哭（索餌形態）／奈落の妖星（捕食形態）

古代林の奥地にある巨大な地下空洞「竜ノ墓場」で確認された巨大古龍。タコやイカのような頭足類を思わせる形状の頭部、手足の代わりとして長く器用に動く一対の触腕を有する。裂け目のように開いた口内には「喰砕牙」と呼ばれる棘状の牙が無数に存在し、飛竜の堅牢な骨すら易易と砕いてしまう。後述の方法により捕食した生物の骨を鎧のごとく纏っており、頭部や背部をはじめ、触腕には龍の頭骨を装備しているなどほぼ全身を覆っているため「骸龍」と呼ばれている。体色はくすんだ群青色をしており、また攻撃の際に出る血も甲殻種とおなじく青黒いものとなっている。捕食時以外は頭部を地面に埋めて行動しており、纏った大きな骨と伸ばした2本の触腕のみを地表に出しているため、発見当初は巨大な体に二つの頭部を有する首長竜型の龍として誤認され「双頭の骸」と呼ばれていた。
正体は長らく不明だったものの、目撃情報はあらゆる地域で報告されていた。自身のねぐら「竜ノ墓場」を拠点に地下水脈を通じてあらゆる地域で神出鬼没に出現し、索餌・捕食活動を行う。高い知能と狡猾な性質と共に、古龍でも貪欲な食欲を持ち、周辺地域のモンスターを手当たり次第捕食してしまうことで地域の生態系に深刻なダメージを与え、住処は狩りとって持ち帰った膨大な獲物の骨で埋め尽くされ、巣の名称「竜ノ墓場」とは捕食されたモンスターの骨に埋め尽くされていることに因んだものである。特徴として青く発光する非常に粘着質な体液を全身から分泌しており、触腕に粘液を付着させて獲物を絡めとり巣に引きずり込んで捕食する。この粘液には骨の腐食や風化を防ぎ硬化させる性質があるとされ、これにより全身に纏った骨は見た目以上に強固な防御力と攻撃力を有する。胴体の背中部分や側面に粘液を排出する器官が複数あり、この器官から大砲の弾のごとく大量の粘液を発射する。興奮すると全身の粘液がさらに発光する他、それに呼応した発光プランクトンの活性化により、竜ノ墓場全体が青白く発光した様相となる。また通常は見せないものの、これらの能力に負けず劣らないほどの龍属性エネルギーを操るとされている。ゲーム中では描写されていないが、地下水脈を通じて海に出た際は触腕から分泌するフェロモンに誘引された海竜種を主な獲物として竜ノ墓場に持ち帰っているほか、同じ古龍であるナバルデウスの幼体も捕食対象としているという設定がある。
MHXでは集会所のラスボスとして登場する。龍歴院によって古代林の調査が進められる中、古代林の奥地で飛行中の飛空艇が突如消息を絶つ事例が多発するようになった。調査の結果「竜ノ墓場」と呼ばれる地下空洞にオストガロアが住み着いていることが判明、飛空挺を獲物と誤認し捕食行動をしていた他、未知かつ多様な生態を要する古代林のモンスターを乱獲していたことから龍歴院及びハンターズギルドはこの事件を緊急事態とし、オストガロアの撃退を最優先事項とした。一時的に龍歴院所属ハンターによって撃退され姿を消すも、その後再び出現しさらに広範囲での捕食活動を開始、安全圏とされた地域でも飛空挺の消失事件が発生したことからついに討伐の決定がされるというストーリーになっている。
先述の通り頭部を地中に埋めた索餌形態として行動し、この形態では巨体を活かした突進と触腕によるなぎ払いや叩きつけ、触腕の先端にある頭骨から放つ粘液ブレスを主とする他、胴体部分からの粘液を放つ攻撃や時折、触腕から龍属性ブレスを放つこともある。粘液を伴った攻撃を受けると「粘液まみれ」という状態異常となり、この状態で回避行動や転倒した場合、足元の骨が全身に付着し「骨まみれ」状態となり、雪まみれと同じく一定の行動が不可能になってしまう。消散剤や水溜りでの回避によって解除が可能な他、骨まみれにならなかった場合はしばらくすると粘液まみれも解除される。さらにダメージを負うとハンターを外敵と認識、地中から捕食したモンスターの骨塊を引きずり出した後、触腕の先端に装着するという特徴的な行動をとるようになる。使用する骨塊はディノバルドの頭骨と尾を用いた炎骨塊、ブラキディオスの頭殻を用いた爆骨塊の2種類であり、それぞれのモンスターの属性を伴った触腕攻撃をしてくるようになるが、骨塊装着状態で音爆弾を触腕に炸裂させると、骨塊が本体へ剥がれ落ち自滅ダメージを与えることができる。下位クエストでは索餌形態のまま撃退となるが、上位クエストではある程度ダメージを与えることで、地中に埋めていた頭部を露出した捕食形態へと移行する。捕食形態では触腕による攻撃がより苛烈になるほか、骨塊も先述の2種類のほか、ラギアクルスの背電殻を用いた雷骨塊、ウラガンキンの顎を用いた大骨塊の2種類を新たに装着するようになるなど、攻撃パターンが追加される。そして捕食形態からは、龍属性エネルギーのチャージを開始した瘴龍ブレス形態へと移行、大きく後退した後に左右の触腕を支えとして瘴龍ブレスという極太の龍属性ブレスを口から発射、その後ハンターを一掃せんとなぎ払うように放ってくる。また一度放ったとしても地中潜行で移動した後にターゲットを変更して連続で放ってくることもある。瘴龍ブレスは本種でも最大の攻撃で受ければ即死級のダメージは避けられない。生態の通り、その身に纏う骨は非常に強固であらゆる攻撃を弾いてしまう。触腕は比較的に肉質が柔らかい他、頭部と胴体の節目にある七色の部分が弱点となる。しかしこの部分は堅牢な骨に隠れているので通常は攻撃が届かないが、ダウンした際や貫通弾による攻撃で大きなダメージを与えることが可能。またダウンした時には頭部の巨大外殻から背中に登ることが可能で、ピッケルによる剥ぎ取りと巨龍爆弾の設置が行える。また本種は頭部や胴体部分から青い煙状の体液を常時排出しており、ここに近づくだけで体力が削られていってしまう。討伐成功時は最後の力を振り絞って瘴龍ブレスを放つもそれと同時に絶命してしまい、これにより竜ノ墓場の天井が破壊され地下に陽の光が差し込むという演出がされる。また討伐時はベースキャンプからの眺めも変化し、下方にある天井部分が崩落し黄昏のような風景から晴天が広がっていく様子を見ることができる。
開発初期のコンセプトは「ドラゴンゾンビ」であり、骨を纏った巨大モンスターという原案からスタートしたものの案が難航する中、MHXの「恐竜時代、古代世界」というイメージが出来上がったことから「アンモナイト」というコンセプトが加わり、頭足類型のモンスターとしてデザインされていった経緯を持つ。「オストガロア」という名称は、「骨の～」を意味する英語の接頭語「Ost」と、頭足類で描かれる神・カナロアの別名である「タンガロア」を組み合わせたもの。

### バルファルク／奇しき赫耀のバルファルク
- 別称（通常個体／特殊個体)：天彗龍（てんすいりゅう）
- 登場作品（通常個体)：MHXX。MHXXのメインモンスターの一つ[36]。
- 登場作品（特殊個体)：MHR／MHRS
- 作品中の分類：古龍目天彗龍亜目バルファルク科
- 全長：全長：2040.98cm／全高：1329.61cm[† 15]
- テーマ曲：銀翼の凶星

高標高の遺跡である「遺群嶺（いぐんれい）」の調査に際して発見された古龍。「銀翼の凶星」という異名を持ち、非常に高い高度、また場合によっては海中をも高速移動することができ、高度地域を縄張りとしている。
全身を暗色の銀色の鱗にまとっており、これは高高度の強烈な紫外線を反射して体組織を守るため発達させたものとされる。四肢とは別に背部にある独自の形状をした翼はシャガルマガラやゴグマジオスと同じく翼脚となっているが、脚としてではなく腕や推進器官として進化を遂げており、翼の骨格が太く発達して指となっている一方で、羽ばたく飛行は行わないので翼膜が退化してほぼ消失している。翼脚の筋肉や靭帯が非常に発達しているため翼脚の関節は非常に可動範囲が広く、翼脚の付け根から向きを180度変えたり、腕や指を一気に新調させると言った事が可能。胸部から外気を吸収してそれを体内で反応させて生み出した「龍気」と呼ばれる龍属性を伴うエネルギーを翼脚からジェットエンジンのように噴出して推進力を得て飛翔するというジェット機のような飛翔を行う。その飛行方法のためバルファルクは赤く輝く光の尾を引いて飛んでいき、飛翔するバルファルクは地上の人間からは彗星だと誤認されてきた過去があり、古龍として記録されていた僅かな量の資料も数千年前のものであったことからハンターズギルド側は絶滅したものだとしており、遺群嶺の調査に伴って実在が明らかとなった。
戦闘では特徴的な翼脚を槍のように伸ばした突き刺しや薙ぎ払い攻撃ほか、エネルギーを推進力として活用して超高速の突進を行ったり、翼脚のエネルギー噴出口から前方に龍属性を纏った光弾を乱射するなど、翼を最大限に活用した戦法を行う。必殺技としては、突如空高く飛翔してしばらく上空で旋回したのち、地上にいるハンターに向けて超高速で突撃して地上の激突と同時に龍気で大爆発を引き起こす「彗星」という攻撃を持つ。興奮時は龍気が活性化し、翼や頭部が黒い龍気がかかるようになる。
MHRでは激昂したラージャンのような特殊個体が登場し、翼脚が紅く染まっていることから、「奇しき赫耀のバルファルク」と呼称される。何らかの原因によって体内の龍気が暴走状態に陥っており、狩りや縄張りへの侵入者の排除以外で滅多に地表に降りて来ない通常個体とは異なり、積極的に地上に降り立ち、目に付く生物に区別なく攻撃し生態系を破壊してしまうほどに凶暴化している。
基本的な攻撃は通常個体と同じだが、特殊個体は攻撃が二段になっており、翼脚から龍気を極太の光線のように放つ新技「龍閃」が追加されている。
「バルファルク」という名称は、「武勇、豪胆」を意味する英語の「valor」に、ハヤブサを意味する「ファルコン」を組み合わせたものである。翼脚の推進器官の設定は鳥類の気嚢を、翼脚の関節はヘビの顎を参考にしている。
『MHR』においては、作中に登場する砂原フィールドの手記で存在がほのめかされていたが、「Ver.3.0」アップデートで本格的な登場を果たした。同作のモンスターは日本など東洋の妖怪や神仏をモチーフとしているが、古来流れ星が凶兆と結び付けられていたことから、同作の特殊個体は凶兆としての彗星をモチーフとしていると同時に、ストーリー終了後に登場する大型ボスモンスターとして位置づけられた。

### ネルギガンテ／悉くを殲ぼすネルギガンテ
- 別称（通常個体／特殊個体)：滅尽龍（めつじんりゅう）
- 登場作品（通常個体)：MHW／MHWI。MHWのメインモンスター。
- 登場作品（特殊個体)：MHWI
- 作品中の分類：古龍目滅龍亜目ネルギガンテ科
- 全長：1848.12cm／全高：590.6cm／脚の大きさ：約190cm
- テーマ曲:古龍を脅かす獣牙

MHWのストーリーの要となる、新大陸への「古龍渡り」において姿を現した古龍。骨格構造は前肢が後肢よりも長いというシャガルマガラやゴグマジオスのような構造をしているが、背部の翼は腕としての機能は無く純粋な飛翔の為のものとなっている。武器となる腕として発達した前肢や、後方に反り返るようにはえた太く大きな角を持つ頭部、全身を覆う刺々しい黒い甲殻および1800本をも超える棘など、西洋の悪魔のような風貌をしている。
性格は非常に獰猛かつ凶暴。多くの古龍に見られる特殊なエネルギーや物質を操る能力は無いが、後述の再生能力をはじめとして身体機能が非常に高く、それを武器とした肉弾戦によって狩りを行い、自身が傷つくことさえ厭わず全てを滅してしまうかのようなその暴れ様は「滅尽龍」の由来ともなっている。一定の時期のみしか姿を見せず生態は長らく謎に包まれていたが、痕跡や目撃例などから研究が進められた結果「本種は他の古龍種を捕食している」という結論に至り、古龍渡りに姿を見せたのも、老齢となりエネルギーを溜めこんだ古龍を捕食するためだったと考えられている。このような前例がなくあまりにも常識外れな生態から本種も古龍種と断定された。設定上では、オストガロアと同様に古龍を含めたあらゆ動物を餌とする肉食性で、古龍以外では、獣竜種のボルボロスを仕留めた痕跡が登場している。前述のように特殊なエネルギーや物質を操る能力はないものの、膨大な生体エネルギーを必要とする超再生能力と棘の生成に古龍としてのエネルギーを注いでおり、その為エネルギーの消耗が激しく、古龍渡りの古龍も含めて高いエネルギーを有する獲物を求めて各地を飛び回っているとされる。MHWIでは後述の悉くを滅ぼすネルギガンテがアン・イシュワルダを追跡して討伐したことから、エンディングにて影響力の大きすぎる古龍を討伐・捕食することで結果として自然や生態系を守る「自然界の自浄作用」に相当する役割を持つ古龍だとされている。
設定上では古龍の中でもとても長寿な種であり、更に棘は再生のたびに超回復の作用で硬化を繰り返していく特徴を持ち、それが極まったのが後述の特殊個体とされている。棘は栄養およびエネルギーを受けると強い生体反応と共に卵細胞への細胞分化を起こすことが判明しており、世界観的には仮説の段階とされているが、再生量以上のエネルギーを得ると棘を媒介に無性生殖を行うのではないか推測されており、寿命間近のゾラ・マグダラオスに執着していたのも繁殖のエネルギー源として狙っていたためとされている。
前述のように身体能力が極めて高く、戦闘の際はそれを活かした肉弾戦を行ってくる。そのほとんどは頭部や前肢、翼を力任せに叩きつけるといった無茶かつ乱暴な行動が多く、これらの行動により当然自身も傷つくため後述の能力に影響を及ぼしている。ブレスなどの遠距離攻撃は基本持たないが遠方の敵に対して跳躍により一瞬で回り込むなどフットワークは軽い。ネルギガンテの固有能力として強力な自己再生能力があり、ハンターからのダメージや自らの攻撃の反動で体が傷つくとその個所の体組織が高速で再生されるとともに棘が生じ、攻撃と共に棘をまき散らして更なる攻撃の強化を行う。この棘は最初は白い状態で肉質も柔らかく大きな弱点となるが、時間が経つと黒く硬化して非常に強固となる性質を持つ。全身の棘が生え揃うと「破棘滅尽旋・天」という本種最大の大技を使う。これは全身の棘を強制的に硬化させた上で身を身を起こして咆哮した後に飛翔、そこから急降下し全身を地面に激突させ全ての棘を全方位へ射出するというもの。
ネルギガンテの素材から作られた武器は、若干の龍属性と高い龍封力を持つ性能となる。防具はオーグシリーズ、特殊個体素材の防具はゾークシリーズと呼称される。
MHWIでは激昂したラージャンのような特殊個体が登場し、この個体は「悉くを殲ぼすネルギガンテ」と呼称される。同作のマスターランクでは特殊個体のみが登場し、マスターランクの通常個体は登場しない。世界観的には、上位までに出ていた個体とは全くの別個体で、永くを生き抜いた歴戦の個体であると共に生体エネルギーを膨大な量摂取したことで獲得した「金剛棘」という通常個体の棘よりも遥かに強固かつ鋭い銀色がかった棘を全身に生やしており、ゲーム中ではばら撒く金剛棘を受けると裂傷状態となる。
『MH』シリーズ20周年を記念して2024年に行われた「モンスター総選挙」では通常個体が2位に、「悉くを殲ぼすネルギガンテ」が9位にそれぞれランクインした。

### ヴァルハザク／死を纏うヴァルハザク
- 別称（通常個体／特殊個体)：屍套龍（しとうりゅう）
- 登場作品（通常個体)：MHW／MHWI
- 登場作品（特殊個体)：MHWI
- 作品中の分類：古龍目屍套龍亜目ヴァルハザク科
- 全長：約2095.4センチメートル／全高：約712.05センチメートル／脚裏のサイズ：約158センチメートル
- テーマ曲：黄泉を統べる死を纏う者

新大陸の地底にある「瘴気の谷」で生態系の頂点に立っている新種の古龍種。骨格はクシャルダオラ等と同じく4足歩行を基本とし胴体部分に皮膜状の翼を持つ。頭部には目とは別に黄色く発光する器官が見て取れ、顎は内側と外側の二重構造となっており外側の下顎には肉がなく外骨格のみという特異的な特徴を有している。本体は美しい銀色の甲殻を持ち所々に逆向きの棘が生えているが、それらの棘に引っ掛けるように全身に生物の屍肉を蓑のごとく纏っておりその特異な頭部も相まって非常に禍々しい外見をしている。
固有能力として微生物と共生してそれを操る力を持ち、ヴァルハザクは「瘴気」という通常の生物にとって有害な肉食性の浮遊微生物を自在に制御する。これは種として長年に渡り屍肉を摂取することで屍肉を分解する瘴気を体内に取り込んでいった結果、共生関係へと進化していったと考えられている。作中時代のヴァルハザクは摂食活動を行わず、共生した瘴気を吸収して得たエネルギーを栄養源としている。上述のように下顎に肉が無いなど捕食器官としての顎が退化しているが、これは噛みついた獲物に瘴気を送り込むことに特化した構造へ進化させたものである。口や体表の鰓状の器官から瘴気を排出し自身に纏っていおり、周囲の生物や死骸を瘴気に侵蝕・分解させそれらから瘴気を吸い取ることで摂食に当たる動作を行う。全身に纏った屍肉は瘴気の棲家ならびにヴァルハザクの保存食（瘴気への餌）の役割がある。普段は擬態するような形で屍の山に埋まるように潜んでおり滅多に姿を現さないが、瘴気を捕食で消費したり纏った屍肉によって瘴気を増殖させることで瘴気を分散、瘴気の過剰な増殖による酸欠や生物狂暴化やその後の瘴気の枯渇といった事態を防いでいるとされ、瘴気の谷全体の生態系を保つ存在となっている。
戦闘では瘴気を操る能力を存分に発揮した戦いを行う。自身の周囲にも瘴気を纏っている他、ブレスやボディプレスなどによって広範囲に瘴気を広げる行動を多用する。この瘴気は触れるだけでも徐々に体力が減り、長時間晒されると体力の最大値が半分で固定される「瘴気侵蝕状態」という状態異常となる。この状態はウチケシの実で解除できる。またブレスや一定のダメージを受け瘴気を消費してしまうと一時的に操る能力が消失するが、周囲の瘴気を吸い込むことで再び瘴気を纏う行動を取る。その際、上述の通り瘴気侵蝕状態になっていると体力を奪われてしまう。
ヴァルハザクを素材とした武器はそこそこの龍属性と龍封力【中】を持つ性能となる。防具はウルズシリーズ、後述の特殊個体を素材としたものはヴァルファーシリーズと呼称される。
MHWIでは激昂したラージャンのような特殊個体が登場し、この個体は「死を纏うヴァルハザク」と呼称される。瘴気だけでなくカビならび胞子とも共生した個体であり、大量の胞子嚢を纏っており、放出する胞子を操る。本来ヴァルハザクは瘴気との共生関係に依存しているため瘴気の谷の外では活動が困難であるが、死を纏うヴァルハザクは胞子を放出することで周囲を瘴気の谷に近い環境へ作り変えることができ、瘴気の谷の外である古代樹の森も生息地としている。死を纏うヴァルハザクが現れた古代樹の森の翼竜やジャグラスは瘴気の影響を受けて、瘴気の谷のものと同様に凶暴化している。なお、通常のヴァルハザクは同作のマスターランクには登場しない。

### マム・タロト
- 別称：爛輝龍（らんきりゅう）
- 登場作品：MHW／MHWI
- 作品中の分類：古龍目爛輝龍亜目マム・タロト科
- 全長：
- テーマ曲：龍脈を治する眩耀

地脈の黄金郷に棲息する古龍。生息地は黄金に包まれており、自身も黄金に身を包む。「狂乱のエルドラド」(旧：地母神の豪奢なる宴)では大角の破壊がクエストクリアの目標になっている。狂乱のエルドラドでは白銀に変色した「歴戦王マム・タロト」との戦いとなる。

### ゾラ・マグダラオス
- 別称：熔山龍（ようざんりゅう）
- 登場作品：MHW／MHWI
- 作品中の分類：古龍目山龍亜目熔龍下目ゾラ科
- 全長：約25764.59センチメートル／全高：約13132.76センチメートル／脚裏のサイズ：約1845センチメートル
- テーマ曲：炎巌背負いし龍

規格外の巨体と火山を思わせる外殻を背負う超大型の古龍。ラオシャンロンと同じ山龍亜目に分類される近縁種とされる。全身に後述する排出マグマが冷え固まった岩石質の漆黒の鱗と外殻を持ち、またその境目からは体内の赤熱する光がところどころに確認できる。飛翔用の翼は持たず（後述の裏設定のように、退化および生態に合わせた進化した翼はある）太い四肢により4足歩行するが、ラオシャンロンと同じく後ろ脚のみで立ち上がり2足歩行することも可能で、普段は自重を支えやすい4足歩行で歩き、障害物に阻まれるなどした場合には2足歩行に切り替える。後脚の脚先は5本指の間に水かき状のものがある構造となっており、これは自重を支え易くするとともに、地中や水中での移動を補助するものとされている背中には本体とはまた異なる性状の外殻を背負う。大きく隆起したその外殻からはまさに火山のごとく高熱のマグマが各所から流れ出ており、またその巨大さゆえに直接乗り込む事もできる。また、体温調整用の排熱器官が鼻先を始めとして外殻の各所に点在しており、ここからはより高温のマグマが排出されるいるが、体内器官が露出した部位であるため外殻よりも柔らかく弱点となっている。
成体の外見からは見えないが、裏設定ではラオシャンロンとは異なり特殊に進化した翼を持つ。この翼は翼膜など飛翔用の作りは持たず、樹木の幹に見える3本指の巨大かつ非常に太いものでほとんど動かせないが、超重量がある背中側の岩石質外殻を支える柱の役割をするとともに、この翼を軸にマグマが付着・堆積することで外殻および自身の体積を更に増やしていく役割がある。
MHW作中の個体は体長250メートル以上にも達するが、これはどの文献の記録よりも遥かに巨大とされており（それでも過去に観測の個体はいずれも200メートルを超える巨躯だったとされる）、後脚で立ち上がったその姿はまさに山のようであり、ただ通過しただけで周辺の地形や生態系を変えてしまうなど環境への影響力は非常に大きい。その規格外の巨体ゆえにあらゆる攻撃は効かず、大砲やバリスタ等の砲撃でも怯む程度でほとんどダメージを与えることはできない。一つ一つの挙動が大きな破壊力を持ち、前肢をついただけでも大きな振動が発生し大砲等の設備は大破する。口からはマグマ状のブレスを吐き、障害物の排除や背部の外壁にいる外敵への攻撃に用いる。それでも基本的に外敵を気にすることはほぼなく、進行上で邪魔な障害物を破壊するための行動がほとんどである。
餌は鉱物、特に紅蓮石などの爆発性を持つ鉱物を摂取するが、鉱物食モンスターのグラビモスやウラガンキンが体内細菌でそれを分解して糧にしているのとは異なり、成体のゾラ・マグダラオスは体内に取り込んだ鉱物から高純度のエネルギーのみを抽出、そのエネルギーを内核部で増幅させて自らの糧としている。その際に排出されるエネルギーを吸い取り終わった溶解した鉱物が排出マグマの正体であり、このマグマ排出はエネルギーの蓄積・抽出によって上昇した体温の冷却も目的という汗のような役割も果たしている。上述のようにこの排出されたマグマが自身に付着し堆積していくことで外殻を形成している。ゾラ・マグダラオスのエネルギー器官の効率は成長に比例して高まっていき、成熟すると餌の鉱物をさほど必要としなくなるとされる。エネルギーを蓄積・増幅する内核部は生まれてすぐは無く、幼体は岩石外殻がまだ無いというのもあり、生まれた場所からほとんど動かず周囲の鉱物を直接取り込んで成長していき、内核部が形成されるとエネルギーを求めて移動を始めるとされる。
MHWのストーリーにおいて序盤から中盤にかけて重要な存在となるモンスターとして登場。古龍種が遥か彼方の新大陸を目指して海を渡る現象「古龍渡り」を本種が行い、それを主人公たち第5期調査団が追いかけるところから物語は始まる。物語序盤は各地に残されたマグダラオスの痕跡を採取することで動向や目的を探り、やがて新大陸を横断する「大峡谷」を通過するであろうことが判明、大峡谷において防衛線を構築し本種を捕獲するという前代未聞の作戦が立案される。調査団が待ち構える中、予測通り本種が出現し作戦が開始されるも、突如として古龍種ネルギガンテが乱入し調査団は混乱に陥る。その混乱によって捕獲作戦は失敗しマグダラオスは新大陸奥地へと姿を消してしまう。その後、調査団によって痕跡や瘴気の谷の調査がされた結果、本種は間もなく天寿を全うしうる極めて老齢な個体である事が判明。本個体が文献の記述よりも巨体であること等も永い年月を生きた末の姿であると推測された。この事から古龍渡りとは「悠久の時を生きた古龍種が己の死期を悟り、死に場所を求めて新大陸へ渡る」現象であることが結論付けられるが、マグダラオスは死に場所であるはずの瘴気の谷から痕跡のみを残して姿を消してしまうというアクシデントが起こる。その後の調査でマグダラオスは新大陸地下を巡る「地脈回廊」を彷徨っていることが分かり、このままでは本個体は地脈回廊で命を終えその蓄えたエネルギーを暴発させてしまい、地脈回廊を巡って新大陸が火の海になってしまうという最悪の予測が立てられた。これに対し調査団はマグダラオスを海へと誘導しエネルギー暴発の影響を抑える誘導作戦を立案、実行し激戦を経て作戦は成功。本個体は海へと向かい、そこで長い生涯を終えた。マグダラオスのエネルギーと亡骸はまた幾年もの月日を経て新たな生態系の源になるであろうことが推測された。
戦闘においては防衛線上で大砲やバリスタで迎撃する場面と本種の外殻に直接乗り込み排熱器官にダメージを与える場面に分かれている。マグダラオスは防衛線を突破しようとブレスや前肢による叩けつけを行ってくる。直接受けようものなら大ダメージを伴い、また設置されている大砲やバリスタも一撃で破壊されてしまう。外殻上では直接的な行動ではなく剥がれた外殻による落石が起こり、排熱器官からは定期的にマグマが排出される。またクエストは捕獲、誘導が目的であるためシリーズでは初の討伐出来ないモンスターである。
MHWIのマスターランクのストーリーには登場しないが、フィールド「導きの地」にて古龍渡りをしていた個体よりも更に途轍もなく巨大なゾラ・マグダラオスと思しき骨が登場している。また、MHRではフィールド「寒冷群島」にて同種かは不明だがゾラ・マグダラオスの頭部に近似した外見をしたモンスターの頭骨が登場している。

### ゼノ・ジーヴァ
- 別称：冥灯龍（めいとうりゅう）
- 登場作品：MHW／MHWI
- 作品中の分類：古龍目冥灯龍亜目ジーヴァ科
- 全長：
- テーマ曲：冥河の向こうで灯火掲げ(前半戦)、それは生命の胎動たらん(後半戦)

新大陸の｢龍結晶の地｣の奥地で確認された、完全新種の古龍。同地を訪れた新大陸調査団の目の前で龍結晶の中から誕生した。MHWIでは、後述の赤龍ムフェト・ジーヴァの幼生である事が明らかとなった。
ジーヴァ科古龍は体内に地脈（龍脈とも）と同質の生体エネルギーを無尽蔵に生成する一種の永久機関となった臓器を持ち、成体のムフェト・ジーヴァになると摂食を必要としなくとも生命活動を維持する事ができる。ゼノ・ジーヴァの段階ではこの永久機関が不完全であり、龍結晶の地のような地脈エネルギーが豊富な地下深くでそのエネルギーを吸収して孵化、並びに成長する生態を持ち、前脚の爪状の器官から地脈を吸収する。頭部にある複眼状の器官は、光の乏しい地底で外界を感知するための生体エネルギーおよび地脈エネルギーを感知する器官である。
誕生直後でありながら並みの古龍を凌駕する巨体と高い攻撃力を持つ。ダラ・アマデュラと同じくどの属性にも属さない青白いエネルギー（地脈エネルギーの模様）を操ることができ、口から吐き出したり、ボディプレスと共にエネルギーを炸裂させるといった事ができる。また、戦闘中怒り時には腹部の永久機関の活性化による高熱で地面が赤熱しスリップダメージを受ける、また、火属性耐性がないと火やられになる。

### ベヒーモス
- 別称：魔獣（まじゅう）
- 登場作品：MHW／MHWI
- 全長：
- テーマ曲：雷鳴(前半戦)、天より降りし力(後半戦)

スクウェア・エニックス社が展開する『ファイナルファンタジーXIV』とのコラボレーション企画により、FFXIVからゲスト出演したモンスターである。
筋骨隆々の体、二足歩行も可能な強靭な四肢、二本の大きな角と刺々しい髭に加えて巨大な尾を有する。「魔力」というエネルギーをもってして巨大な雷撃や竜巻、隕石を自在に引き起こす。一度敵視した生物を徹底的なまでに攻撃するという荒々しい性格を持ち、閃光や煙幕、状態異常などの強烈な妨害を受けない限り、見定めた対象(とりわけ頭部を攻撃する者)の殲滅を最優先とする。よって、複数人の狩猟においては防御の術に秀でたハンターが囮になりながら、攻撃役、回復役等に分かれた緻密な連携プレーが必要である。また、「エクリプスメテオ」という、自らに深手を負わせるほどの生物と遭遇した場合にのみ繰り出し、巨大隕石を召喚して落下させるという必殺技を有する。激突した巨大隕石から生じる超広範囲の衝撃波はどんな装備や回避行動をもってしても力尽きてしまう。しかしとあるエモートをタイミング良く使用することで被弾しないバグも発見された。正規の手段では、「コメット」と呼ばれる遮蔽物で防ぐことができる。

### イヴェルカーナ
- 別称：冰龍（ひょうりゅう）
- 登場作品：MHWI／MHRS。MHWIのメインモンスター。
- 作品中の分類：古龍目冰龍亜目イヴェルカーナ科
- 全長：約2596.05センチメートル／全高：約760.17センチメートル／脚裏のサイズ：約98センチメートル
- テーマ曲：壮麗纏いし銀盤の貴人、冷気を統べる者の片鱗（初遭遇時）、セリエナの攻防（セリエナ防衛戦時）

レイギエナの大移動と共に目視で確認された、氷と冷気を操る古龍。外見は翼を持つドラゴン型で、濃紺と白の鱗、非常に長い尻尾、そして全身に纏った氷とガラス質の物質が特徴。
強力な冷気と共に過冷却された水を自在に操り、口から過冷却水を吐き出し浴びせる事で対象を瞬間凍結させたり氷を自在に生成するほか、後述するガラス質甲殻から過冷却水を放出し凍結することで全身に氷の鎧や棘を纏うこともできる。本来の鱗や甲殻の上にガラス質の甲殻を纏っており、これはイヴェルカーナがマグマに突入して自身の冷気でそのマグマを瞬間凍結させて作る火山ガラスで、このガラス質甲殻に過冷却水を蓄えることで凍結能力を発揮している。ガラス質甲殻は交戦や経年によって劣化していくため定期的に再生成する必要があり、イヴェルカーナは寒冷なだけでなく、このマグマによるガラス生成が充分に行える環境を棲家としている。ガラスの下の本来の甲殻は花弁状になっており、これは表面積を広げることでガラスをより効率的に付着できるようにするための進化とされる。縄張りを示すために小型モンスターを氷漬けにすることがあり、これは痕跡として残る。
劇中ではイヴェルカーナを確認した当初、イヴェルカーナの活動とともに聞こえる謎の音を「イヴェルカーナの歌」としていたように、レイギエナの群れの突然の移動などの原因がイヴェルカーナによるものではないかと人間側は推測していたが、実はイヴェルカーナも「歌」の真の元凶であるアン・イシュワルダの振動の被害者である。ゲーム中では断片的にしか語られていないが、設定上では劇中のイヴェルカーナは元々渡りの凍て地を根城としており、この地は寒冷なだけでなく巨大な火山もあったためガラス質甲殻の充分な形成も行えるというイヴェルカーナにとって理想的な地であったのだが、アン・イシュワルダが来たことによる地殻変動によって火山が崩壊してしまい、そのためイヴェルカーナはガラス質甲殻の充分な形成や手入れが出来なくなり、やむを得ず新たな火山ならび棲家を探して新大陸に渡ってきたのが事の真相である。ゲーム中のイヴェルカーナはマーキングとしては過剰なほど他のモンスターを氷漬けにするが、これは棲家を失ったことで苛立っているイヴェルカーナによるある種の憂さ晴らし・八つ当たりによるものとされる。
イヴェルカーナを素材とした武器は氷属性を帯びる。防具はラヴィーナシリーズと呼ばれ、時間経過で武器に冷気を蓄積して一撃の威力を高めるというスキルが付加される。
開発段階でのコードネームは「フロストドラゴン」とされていた。開発コンセプトとしては、MHWのネルギガンテが小細工なしの肉弾戦が主体だったのと逆に、古龍らしい魔法的な能力を持つモンスターを原点として制作された。

### ネロミェール
- 別称：溟龍（めいりゅう）
- 登場作品：MHWI
- 作品中の分類：古龍目溟龍亜目ネロミェール科
- 全長：約2048.25センチメートル／全高：628.85センチメートル／脚の大きさ：108センチメートル
- テーマ曲：溟流を駆る暁の明星

新大陸の地域「陸珊瑚の台地」に生息する、水を自在に操る古龍。MHWI以降の生態樹形図にてオオナズチと近縁種とされており、MHRS時点では「不明」とされるオオナズチと共通の祖先から分化したとされている。
オオナズチ同様に外皮は鱗の無い柔らかい質感のものとなっており、背部の翼は尻尾まで膜が広がったヒレのようにも見える巨大なものとなっている。体表の色が水の量で変化する特徴があり、皮膚が乾いた状態では黒ずんだ体色だが、水を得ると鮮やかな青とオレンジの体色となり、更に体表の生体発光器官（電気発光ではない）の機能も強まり、後述の発電器官の機能が強まると全身が青白く発光する。この発光は一種のカウンターシェーディングならびカウンターイルミネーションであるとされている。下顎にはナマズのヒゲのような長い触手状の器官が複数生えている。
前述のように水を自在に操る能力を持ち、表皮から大気中の水分を取り込んでそれを保持した水を粘膜として纏うことで鎧とし、更に外皮の形状を柔軟に制御して水分を保持しやすい形状とすることもできる。またネロミェールは水を操る能力とは別に体内に強力な発電器官を持ち、戦闘で時間が経過すると高圧電流を纏って全身が煌びやかに発光しはじめ、この状態になると電熱によって触れた水溜りを瞬時に沸騰させて水蒸気爆発を起こすようになる。
新大陸の古代竜人たちからは「激流のぬし」と呼ばれており、劇中の過去にも目撃例があったとされるが体色の変化や発光能力のために目撃時の情報が錯綜しており、『MHWI』劇中にてアン・イシュワルダの影響で姿を見せるまで正式な確認がなされなかったとされている。なお、第1期の新大陸古龍調査団は古龍渡りを行っているクシャルダオラを追跡中、クシャルダオラが謎の「水の古龍」と対決となってクシャルダオラは渡りを断念、調査団の船も激しい水流で高所に打ち上げられて座礁した（ゲーム内にもその船が残されている）という裏設定があり、後にMHWIの設定資料集にてこの水の古龍の正体こそが当時ギルドが未発見だったネロミェールであったとされている。
ネロミェールを素材をした武器は水属性を帯びる。防具はテンタクルシリーズという名称が付く。
ネロミェール制作の理由は、過去の作品ではゲームハードの性能限界で水の表現をしきれず強く見せるのが難しかったため、本格的な水の古龍を登場させられず、MHWでハード性能の高性能化を受けてそれまで出せなかった水の古龍に挑戦したためとしている。電気の要素はゲームにメリハリを持たせるためで、デザインや動きは深海魚や軟体動物などを参考にしている。

### アン・イシュワルダ
- 別称：地啼龍（じていりゅう）
- 登場作品：MHWI
- 作品中の分類：古龍目地啼龍亜目アン・イシュワルダ科
- 全長：
- テーマ曲：大地の唄への震慄(前半戦)、一幻華(後半戦)

MHWIのストーリーに登場する「イヴェルカーナの歌」や新大陸の地殻変動を起こしていたモンスターの正体である新種の古龍。
最初に登場する際の初期形態は全身に岩を纏っており、ゴーレムの様な見た目をしている。だが初期形態への攻撃を続けると、全身の岩が剥がれ第二形態である真の本体が現れる。第二形態は白い体で体格はシャガルマガラやネルギガンテのような低い姿勢で翼が生えている。翼には膜が無いため飛ぶことができないが、骨格が非常に太く強靭に発達して巨大な手のようになっている。
振動を操る能力を持つ古龍であり、翼の指から振動波および衝撃波を放出する事が出来る。その振動の力は極めて強大であり、地脈を介して伝達された振動によって大規模な地殻変動を巻き起こし、新大陸各地に甚大な影響を与えていた。アン・イシュワルダの活動の際に聞こえる「歌」とは、振動が音波となって周囲に広がったものである。
ゲーム中では解説されておらず裏設定扱いだが、設定上では振動波によって地盤を粉砕・液状化させることで地中に潜行ならび地中移動を行うという地中・地底を根城をする古龍であり、纏った岩石は地中潜行の際に砕いた岩を防御目的のために体表からの体液で付着させたものである。地中では額にある特殊な感覚器官「慈眼殻」を目の代わりとして周囲を感知する。食性に関しては不明とされているものの、地中から地脈（龍脈）の生体エネルギーを吸収して糧にしている可能性が高いと推測されており、「歌」や地殻変動を発生させながらの地中移動も地脈のエネルギーを求めてアン・イシュワルダが振動波を使って地中移動したために起きたものだったとされている。
初期形態と第二形態での攻撃方法が異なり、岩を纏った初期形態では翼で殴ったりジャンプしたり翼を震わせ歌を鳴らすなどで、岩の剥がれた第二形態では翼から衝撃波を放つ攻撃が加わり、更に振動のエネルギーを球状にして投下・爆発させる「入滅蓮華劫珠砲（にゅうめつれんげこうじゅほう）」という大技も加わる。
開発段階での呼称は「アースドラゴン」とされており、戦闘時にイベント的にも段階的な変化を入れたいとして「ゴーレムのような姿から植物的なディティールを持つお釈迦様（仏像）が出てくる」という形態変化が実装された経緯がある。また、「歌」は制作側から「物語の転換点に歌のような現象を入れたい」という要望によるもので、アポカプリティックサウンド（怪音現象）のようなものなら古龍のコンセプトである自然現象と解釈でき、アン・イシュワルダの振動能力ともうまく合致するということで採用される形となった。
戦闘中のアン・イシュワルダの目は、カマキリの複眼の偽瞳孔のようにハンターではなくプレイヤーに視線を合わせるようになっており、設定資料集ではアン・イシュワルダの目について「自身の窮地に開眼するが、いまだ進化の過程にあり、目視以外の特異な感覚を得ている可能性も否定できないだろう」と特殊な器官である可能性が示唆されている。

### ムフェト・ジーヴァ
- 別称：赤龍（せきりゅう）
- 登場作品：MHWI
- 作品中の分類：古龍目冥灯龍亜目ジーヴァ科
- 全長：
- テーマ曲：幽衣より解き放たれし王(前半戦)、王の座興(後半戦)

「導きの地」の奥深くにある「幽境の谷」にて発見された巨大な古龍で、前述したゼノ・ジーヴァが脱皮を繰り返して成長した姿である。全身が青白かったゼノ・ジーヴァとは異なり、別名のように全身が赤褐色をしている。
ゼノ・ジーヴァの頃は不完全だった体内の永久機関が完全なものとなっており、地底活動用の複眼と前腕の地脈吸収用の爪はもう不要な為消失している。地脈エネルギーを吸収する能力自体は残っており、戦闘中に傷ついた際の自己再生など大きなエネルギーが必要な場合は地脈を吸収することがある。地脈エネルギーを吸収するだけでなく、地脈を介して近隣を循環する生体エネルギーを制御、周辺の生態系そのものを操作するという能力を持つ。ただし、この生態系制御は「ムフェト・ジーヴァのみが快適な環境を作り出す」ものであり、自身は永久機関により摂食を行わないため餌となる生物も必要なく、そのため幽境の谷をはじめ住処はムフェト・ジーヴァ以外の動植物がいない不毛な環境となってしまう。
基本的な戦闘時の動作はゼノ・ジーヴァと共通するが、独自の攻撃も持っている。さらに最大の技として「王の雫」という空中からエネルギー球を投下してそれを開放、凄まじいエネルギー波で戦場一帯を吹き飛ばすという攻撃があり、これを受けると即死してしまい、ハンター側は物陰に隠れて防がなくてはならない。

### イブシマキヒコ
- 別称：風神龍（ふうじんりゅう）
- 登場作品：MHR／MHRS
- 作品中の分類：古龍目神龍亜目
- 全長：約3068.6センチメートル／全高：約1263.82センチメートル
- テーマ曲：禍群の息吹

カムラの里付近の上空で発見された雄の古龍。青色をした東洋龍のような姿をしている。翼は持たないが後述の能力で自在に飛行することができる。四肢を持つが後肢は小さく退化しており歩く事はできない。顎は口の中にさらに顎をもう一つ持つというウツボのような構造をしている。
性的二形の古龍であり、雌は後述のようにナルハタタヒメとされ区別される。同じ性的二形の古龍であるテスカト科古龍が体色以外は概ね似通った特徴であったのに対し、神龍亜目の雌雄は能力も大きく異なっており、また雄のほうが雌よりも小型である。雄のイブシマキヒコは「風袋（ふうたい）」という風を生み出して放出すると共に浮力を持つガスを生成した加える袋状の器官を持ち、それを使って浮遊して、更に腕と尻尾にあるエラ状の器官から風を噴き出して自在に宙を舞うことができる。風袋は身体の下面に付いており、そこから生み出す浮力の関係で普段のイブシマキヒコは逆さ吊りになった格好で浮遊している。風袋で生み出し蓄積した風を放つことで暴風を起こすこともでき、後述の百竜夜行の件のようにイブシマキヒコが訪れた地域は激しい防風に見舞われる。
体表は鱗ではなく皮膚そのものが硬質化した外殻となっていて弾力性と防刃性に優れ、さらに碧棘（へききょく）という青い巨大なトゲが各所に生えている。
また、龍属性エネルギーを操る能力も合わせ持ち、口や尻尾からそれを放出して、初登場時のムービーでは地面に龍エネルギーの球体を投下してそこから竜巻を発生させる様子も見せている。
ナルハタタヒメとの交尾を成功させて産卵用の巣を確保すると、イブシマキヒコは滞空しながら巣の守護を行い、ナルハタタヒメは巣の奥で産卵に備えるようになる。
カムラの里周辺で起こっていたモンスターが大挙して移動してくる現象「百竜夜行」は、繁殖期に入ってつがいとなるナルハタタヒメを探してイブシマキヒコが飛び回り、そのイブシマキヒコの余波による暴風によって大量のモンスターが追い立てられたことで起こるであった。MHRのプロローグにて主人公（ハンター「猛き炎」）が目撃し、その後百竜夜行の後に上空を過ぎるのを目撃されるとともにカムラの里のヒノエが精神の共鳴を起こして「対はいずこ」というイブシマキヒコの意思を感知、それによって調査が行われて百竜夜行の原因と共に存在が明らかとなった。その後、百竜夜行を起こしながらカムラの里の防衛線の翡葉の砦を襲撃するも負傷・撃退されるが、この時点では傷を負ったものの生きており、ナルハタタヒメと合流に成功して龍宮砦跡へと移動する。最終的にはナルハタタヒメおよび雌の持つ卵を守るべく討伐に来た「猛き炎」を迎え撃つも致命傷を負い、最期はナルハタタヒメに噛みつかれて体液および古龍のエネルギーを吸い取られて絶命した（イブシマキヒコが身を捧げたのか、ナルハタタヒメが瀕死の雄を見限ったのかどちらなのかは不明）。
イブシマキヒコを素材とした武器は龍属性を帯び、斬れ味ゲージの青ゲージが長いという特徴があり、加えてマスターランクの強化形では青ゲージの後に白ゲージを省略していきなり紫ゲージを得るという特徴を持つ。防具はしまきシリーズと呼ばれ、日本の風神のようなデザインとなる。

### ナルハタタヒメ／百竜ノ淵源ナルハタタヒメ
- 別称（通常個体／特殊個体)：雷神龍（らいじんりゅう）
- 登場作品（通常個体／特殊個体）：MHR／MHRS
- 作品中の分類：古龍目神龍亜目
- 全長：約3875.05センチメートル／全高：約1905.02センチメートル
- テーマ曲：禍群の鳴神(通常個体)、百竜ノ淵源(特殊個体)

龍宮砦跡で発見された、雷を操る雌の古龍。イブシマキヒコとは同種の雌雄であり雌個体で、つがいを成す対の存在である。イブシマキヒコと同種ゆえに容姿は一部共通しているが、体色は黄色を基調として、雄にあったトゲ（碧棘）の代わりに電気を操る触手が身体の各所から生えている。
イブシマキヒコの風袋の代わりに「雷袋（らいたい）」という膨大な量の電気エネルギーを蓄積できる袋状の器官を持ち、更にはその電力で強力な磁場を発生させ地磁気と反発させることで浮遊している。腹部の巨大な雷袋はナルハタタヒメ最大の発電器官であると共に、繁殖期にはこの雷袋内部に卵を格納している。全身の触手は手足のように自在に動いて電気を制御するほか、それ自体も摩擦で静電気を起こして帯電して電気の補助を行う器官ともなっている。外皮を含めて全身が強い絶縁性を持つ組織で構成されており、自らは膨大な電流で感電することはない。
なお、雄の風袋やエラは雌にも退化した形で存在しており、後述の特殊個体は雄の風の力を取り込んだことで活性化し、イブシマキヒコのと同様の機能を取り戻している。
イブシマキヒコの項で述べたように、精神共鳴したヒノエが「対はいずこ」と語ったことからイブシマキヒコが探している「対の存在」が明らかとなって調査、さらにヒノエの妹であるミノトがナルハタタヒメと精神共鳴したこともありナルハタタヒメが発見され、さらに産卵のための巣となる龍宮砦跡にたどり着いた事から討伐のためにハンターが派遣されるも悉く返り討ちにされ、主人公「猛き炎」が討伐に向かうこととなる。猛き炎との戦いの末に重傷を負って龍宮砦跡の地下に落下するも、ウツシが調査した時は地下はすでにもぬけの殻となっており、更にヒノエとミノトが再び共鳴したことから生き延びて逃亡したことが明らかとなる。その後、イブシマキヒコとの合流に成功して、龍宮砦跡に戻ってその地下で産卵の準備に入っていた。だが、再び訪れた猛き炎との戦いによってイブシマキヒコが瀕死となり、追い詰められたナルハタタヒメはそのイブシマキヒコに噛みついて体液およびそのエネルギーを吸収、自らを強化する共に変容した姿となって決戦に臨んでくる。
このイブシマキヒコの体液およびエネルギーを吸い取って変容した姿は「百竜ノ淵源ナルハタタヒメ」と呼称され、特殊個体として扱われる。イブシマキヒコの力を得たことで退化していた風袋とエラが活性化され、電気と風の両方の力を操ることが可能となると共に、相乗効果で雷袋の機能も強化されて紫電を蓄えるようになってその影響で外皮や触手も紫がかった色に変色している。
MHRSのマスターランクでは特殊個体のみが登場して、通常個体のナルハタタヒメは登場しない。
ナルハタタヒメを素材とした武器は高い雷属性を帯びる。防具はなるかみシリーズと呼ばれ、日本の雷神のような姿となる。

### メル・ゼナ／原初を刻むメル・ゼナ
- 別称（通常個体／特殊個体)：爵銀龍（しゃくぎんりゅう）
- 登場作品（通常個体）：MHRS。MHRSのメインモンスター。
- 登場作品（特殊個体）：MHRS
- 作品中の分類：古龍目爵銀龍亜目メル・ゼナ科
- 全長：約2081.64cm／全高：800.27cm
- テーマ曲：朱に染むる夜宴

エルガドの属する王国にある地域「城塞高地」を代表するモンスター「王域三公」の一体であり、三公最強にて「王域を統べる龍」とされる古龍。外見はスタンダードな有翼ドラゴン型だが、翼の鉤爪と三叉になった尻尾の先端が鋭利な武器となっておりこれによる刺突を得意とする。カラーリングは銀色の背部甲殻と紅色の翼膜と腹部甲殻が特徴となっている（後述のように紅色の部位はキュリアの影響による変色とされる）。
性質は凶暴で残忍だが、同時に理知的であるとされ、外敵と出会っても直ぐには本性を現すことはなく、ゲーム内では血氣活性状態になると本当の力を発揮するという形で表現されている。ただし、後述の原初を刻むメル・ゼナの設定では、本来のメル・ゼナは残忍である以上に冷静で理知的な存在であり、過度に縄張りを侵犯しない限りは他のモンスターや人間へも敵意を見せず、劇中の個体の残忍性はキュリアのウイルスに侵食されたことで凶暴性が増大したためとされている。他の動物の精気（生体エネルギー）を餌としており、獲物に噛み付き長い牙を突き立てて精気を吸い取る事で捕食に相当する動作を行う。また、研究の段階とされているが、金属質の硬質な外殻や尻尾の形成ために鉱物や強固な外殻の生物なども摂食しているのではないかと推測されている。
ゲーム内では、翼を持つ赤いヒルのような姿をした精気を吸い取る寄生生物「噛生虫（げっせいちゅう）キュリア」を従えて他の生物の精気を吸わせて献上させることを行っていたが、キュリアは過去のメル・ゼナには見られない謎の共生相手とされていた。これは元々キュリアは後述のガイアデルムが共生相手であり、劇中より数百年前に城塞高地一帯を新たな縄張りとして狙い現れたガイアデルムがメル・ゼナの命を奪うべくキュリアを放ったものの、メル・ゼナがキュリアの持つウイルスの毒性に打ち勝ってキュリアと新たに共生関係を築いた（即ち後の傀異克服古龍に近しい存在となっていた）ためである。これはメル・ゼナにウイルスへの強い耐性があったことに加え、メル・ゼナ自身も精気を吸い取る能力を持っていたという相性の一致によるもの故だったとされる。
戦闘時は翼の鉤爪や尻尾を使った刺突のほか、龍エネルギーのブレスを吐き出したり、キュリアの塊をぶつける等の攻撃を行う。さらに戦闘の時間が経つと、凶暴性が露わにわになったとされる強化形態「血氣活性状態」に移行し、目にも留まらぬほどの超高速移動（ゲーム内では瞬間移動の扱い）「ダークロードブリス」や、上空から強力な龍エネルギーブレスで一帯を掃射する「ナイトメアクレイドル」といった大技を使うようになる。
メル・ゼナを素材とした武器は龍属性を帯びる。防具は部位破壊した個所を追撃するとハンター側の体力が回復するというスキルが付加される。
また、激昂したラージャンのような特殊個体が登場し、この個体は「原初を刻むメル・ゼナ」と呼称される。ゲーム中では特殊個体として扱われているが、設定としてはキュリアに侵食される以前の本来の姿のメル・ゼナであり、こちらが世界観的には本来の通常個体に相当するという特異な形となっている。キュリアと共生したメル・ゼナでは紅色だった箇所が藍色になっているのが外見の特徴となっており、キュリアに侵食された個体よりもがっしりした体格と大型の翼が特徴で、翼は盾としても用いることが可能な強度となっている。
原初を刻むメル・ゼナは最初はキュリアがいない状態であるものの、ダメージを与えるにつれてキュリアがメル・ゼナに寄生を仕掛けていき「血氣覚醒状態」となり、戦闘がより進むと寄生を仕掛けるキュリアが増加してより凶暴な「血氣烈昂状態」、戦闘終盤にはさらにキュリアの影響が悪化して黒ずんだ体色なった「血氣蝕烈状態」という状態となり、形態が進むにつれて攻撃が熾烈になっていく。
原初を刻むメル・ゼナは、深淵の悪魔（ガイアデルム）のおとぎ話の続きでは「悪魔が『爵』を冠する鬼神を呼び、裁きを下す」と伝承されており、過去にメル・ゼナが王国を襲ったことから（これはキュリアによって凶暴化した個体によるものであった）、当初エルガドの面々はそれをメル・ゼナが人間に攻撃を仕掛けるものと解釈していた。だが、このおとぎ話の実態はメル・ゼナがこちらの命と縄張りを奪おうとするガイアデルムおよびその刺客たるキュリアを撃退し、結果として王国の人間たちをキュリアの脅威から救ったことからメル・ゼナを「悪魔に裁きをもたらす鬼神」と称えて残したものであり、裁きの対象はキュリアであった。劇中では当初「猛き炎」と騎士フィオレーネが原初を刻むメル・ゼナと戦うものの、戦いの終盤にて寄生しようとしてくるキュリアたちに抗うメル・ゼナを見て、真の敵はメル・ゼナではなくキュリアだと理解、メル・ゼナと共にキュリアを殲滅し、メル・ゼナも猛き炎たちへの敵意を収めて立ち去る形となった。
MHRSのモンスターは西洋の有名な怪物をモチーフとしており、メル・ゼナは吸血鬼をモチーフとしている。

### ガイアデルム
- 別称：冥淵龍（めいえんりゅう）
- 登場作品：MHRS
- 作品中の分類：古龍目冥淵龍亜目ガイアデルム科
- 全長：約4807.54cm／全高：約1457.49cm
- テーマ曲：深淵から迫る絶望

エルガドの属する王国のおとぎ話にて「深淵の悪魔」として伝承されていた巨大古龍。地底を縄張りとして、シャガルマガラやゴグマジオスのように背部には翼脚を持つが翼は翼膜もそれを支える骨格も完全に退化しており、飛行能力は全くない（ただしキュリアからのエネルギーを使う際には翼脚から翼膜のように炎が形成される）。一方で翼脚は腕および脚として著しく発達しており非常に太く屈強なものとなっており、その代わりに本来の四肢は退化傾向がみられて特に後肢は引きずるような形となっている。
メル・ゼナの項で解説した噛生虫キュリアの本来の共生相手にて宿主であるモンスターで、両社は強固な相利共生の関係にあり、ガイアデルムはキュリアを取り込むことで自身の糧として、宿主の生物が無いと繁殖が出来ないキュリアはガイアデルムを宿主として取り付くことで安定した繁殖を行うことができる。ガイアデルムはキュリアのウイルスへの耐性が極めて高く、キュリアの悪影響を受けることが無い。普段のガイアデルムは地下空洞にキュリアと共に潜んでいるが、エネルギーが必要になると翼脚で地中を掘ってすり鉢状に地下空洞を拡大すると共に地上への空気穴を作ってそこからキュリアを飛ばし、精気を集め終えたキュリアの群れが帰巣本能でガイアデルムの近くに戻ってくると振動を起こして地下空洞の天井を破壊、大穴を作り出してキュリアを回収して地中に戻り、エネルギーが減るまでは再び地中で活動するというライフサイクルを持つ。なお、キュリアは精気や血液を吸収できる生物には見境なく寄生を行う性質があるが、人間や竜人族の精気や血液は自身の糧とすることが出来ないとされ、後述のように劇中の過去にはキュリアの幼生が人間に噛みつくことでウイルス性の疫病の蔓延を起こしたものキュリアは人間側に認識されないまま餓死・全滅して、原因不明の疫病と扱われたのはこの為とされる。
おとぎ話で伝承されてきたように、設定では登場する個体のガイアデルムは数百年前からエルガドの属する王国を縄張りにしようと狙っていたが、その地域の主たるメル・ゼナ（厳密に言うと原初を刻むメル・ゼナ）によって進出を阻まれ続け、数百年前にメル・ゼナに敗北し傷を負って地上のキュリアも殲滅されるという憂き目に会い、更にメル・ゼナを抹殺するべく送り込んだキュリアも逆にメル・ゼナが従えてたため膠着状態に陥っていた。その後は地中に退却して地上への空気穴から細々とキュリアを送り込んで精気を集め、自身の傷を癒していたとされている。そして劇中から50年前、メル・ゼナのいない箇所を狙って進出する事を目論み、大陸側であるエルガド近くに後に「サン」と呼ばれる新たな大穴を創り出してその余波でガレアス提督の故郷を崩壊させ、更に新たにばら撒いたキュリアの幼生を媒介としたウイルスの疫病を起こすといった被害を出したが、激しい海水の流入によってガイアデルム自身が出られなくなったため早々にサンを放棄して撤退、ガイアデルムを察知したメル・ゼナがエルガドに来るものの既にもぬけの殻であり、これを見た人間側は「メル・ゼナがサンを作り出した」と誤認することとなった。だがこの頃よりメル・ゼナと共生関係が強固となっていたキュリアがメル・ゼナだけでなく本来の主たるガイアデルムにも精気を密かに届けていたため、ガイアデルムの傷の回復は促進されており、再進出の下地を築いていったとされる。一方、メル・ゼナがいなくなるのを待って自身は身を潜めていキュリアたちに活動をさせていたことから、行動を知った劇中の人間たちからは「キュリア頼みの臆病者」といった旨の辛辣な評価を下されている。MHRSのストーリー後半にて、主人公「猛き炎」たちによってメル・ゼナが討伐されたことから、キュリアを回収して新たに大穴を開けて侵出しようとするも、50年前に故郷を失った際にガイアデルムの鳴き声を聞いたことで「深淵の悪魔は実在し、それが真の元凶」と知っていたガレアスが建造させていた撃龍船の攻撃を受けて大穴に転落、主人公の猛き炎らがガイアデルムの討伐に乗り出すこととなる。
ガイアデルムを素材とした剣士用の武器は、高い物理攻撃力と非常に優れた斬れ味、低い龍属性と大きなマイナス会心率を持つ性能となる。防具はハンターにキュリアを意図的に寄生させ、体力の減少と引き換えに攻撃能力を大きく強化するというスキルが付く。

### ルコディオラ
- 別称：極龍（ごくりゅう）
- 登場作品：MHF（フォワード.1より）
- 全長：約1700センチメートル[80]
- テーマ曲：磁界の覇者

MHFシリーズ初のオリジナル古龍。淡く発光する金色の角と、同じく金色の巨大な翼が特徴。翼膜は水が波打つかのように動き続ける。半透明の光り輝く翼膜というデザインは、昆虫のトンボを参考にしている。「磁力という不思議な力を駆使する、見栄えのよいドラゴン」に相応しいデザインを考えた際に、他のモンスターとの差別化として翼に特徴を出したという。
ルコディオラは全身の鱗や翼膜が帯電している。その電気を利用して引力や斥力を生み出す、磁力の使い手である。別名の「極龍」は、ルコディオラが磁極のような力を操ることを由来とする。磁力だけでは、磁性のない物体に対して干渉する力が弱いが、翼から発する発光性の鱗粉がそれを補助しており、鱗粉が付着したものを引き寄せたり、反発させたりすることができる。鱗粉の付着した岩や瓦礫を周囲の空中に舞わせることで身を守る。ときには最大限に高めた引力を一点に集中させ、地面を隆起させることで敵を吹き飛ばすこともある。
作中でレビティオラは「光る翼で浮遊するもの」「輝く粉塵」など、古くからメゼポルタの各地で伝承が伝わっていたとされる。それまでそれはあくまでも伝承の類でしかないとされていたということになっている。しかし、近年になって目撃情報が相次ぎ、実存する生物であるとともにいずれにも該当しない新種の古龍であることが確認できたとされている。
戦闘時は、磁力を操るという設定を活かし、鱗粉を付着させた岩石を浮遊させて防御に用いるだけでなく、外敵へ向けて飛ばしたり、磁力で岩を隆起させるなどの遠距離攻撃を行う。また、攻撃や移動の際に発する鱗粉を浴びたハンターは磁力の影響を受けるようになる。磁力に干渉される状態では、ルコディオラが放つ引き寄せや反発の操作によって挙動に制限がかかる。たとえばルコディオラが引っ掻きなどの物理攻撃を行うときは、腕に向かってハンターを引き寄せるなどの効果を発揮する。逆にルコディオラが怯んだり、空中から着地する際など、ハンターにとってチャンスとなる隙は斥力を発揮してハンターを遠ざける。磁力による引力・斥力の影響を直接受けにくい距離にいるガンナーに対しても防御手段があり、ルコディオラが攻撃を繰り出す際に発生する赤い壁状の磁力は弾丸や矢を跳ね返す特性を持つ。また、ルコディオラは麻痺状態に陥っても完全に動作が封じられることはなく、麻痺の効果に苦しみ悶えながらも体を引きずってその場から移動しようとする。

なお、怒り状態を解除する際には咆哮とともに周囲にまとっていた岩を飛ばす攻撃を行うが、迎撃拠点においてはこの攻撃が拠点の耐久力を10%削る効果を持っている。
上位クエストのルコディオラは攻撃行動の際に浮遊する岩石を高速で動かし、周囲のハンターを吹き飛ばそうとする。剛種クエストのルコディオラは周囲を回転する岩を2個同時に操る。また、空中を舞いながら広範囲に強力な磁場を発生させて鱗粉を浴びたハンターを引き寄せ、咆哮と同時に磁力の力で地面を大きく吹き飛ばす攻撃を行う。

MHF-G10.1で特異個体およびG級個体も登場。G級の特異個体では磁力の効果を受けているとルコディオラの周囲以外ではアイテムの使用が不可能になる「異常地場」を作り出す能力も持っている。

MHF-Z 10周年記念アップデートでは辿異種個体が登場。翼が異常発達を遂げており、翼膜が青白く染まっているほか、翼の骨の一部が退化した代わりに残った骨は太く頑強なものになっている。磁力も極めて強力なものとなっており、防御手段として岩を回転させなくなった代わりに周囲の砂鉄を操作し、塊として外敵に飛ばす、翼を用いた風圧で大量の砂鉄を吹き飛ばす、外敵を砂鉄の塊に閉じ込める行動を行う。「異常磁場」は発生させないものの、回復アイテムを使用すると逆にダメージを受ける可能性のある「龍属性やられ特大」を用いる。
ルコディオラの素材を用いた武器は全て龍属性と麻痺属性の双属性を帯びる。

### レビディオラ
- 別称：雷極龍（らいごくりゅう）
- 登場作品：MHF-G（G2より）
- テーマ曲：電磁の閃き

極龍ルコディオラの亜種で、紫色の甲殻と金色の翼膜が特徴。抉れたような形状の翼と角を持つ。
ルコディオラと同じく磁力を操り、闊歩するだけで磁力に引き寄せられた瓦礫が浮遊する。その強力な磁力を応用した電磁誘導により雷を自在に操り、膨大な電気を発生させる。原種から変色している甲殻や翼膜は、雷に長時間耐えると共に体内に雷を蓄えておくため変異したものとされる。怒り時は角や脚の棘が黄緑色に変化し、翼には亀裂のような光の帯が走る。
作中にて、峡谷や樹海といった落雷が多く観測される地域での目撃報告があるが、警戒心が強いために目撃数は少ないという設定である。そのため、レビディオラが迎撃拠点に襲撃したのは、ハンター側による縄張りの侵犯が原因とされている。
ルコディオラと同様、ビーム状の磁力ブレスなどほか、正面一帯に落雷のようなエフェクトの雷ブレスを吐く。また、離れた場所や空中に磁力を集結させる能力がルコディオラより強く、振り撒いた鱗粉を浴びたハンターを吸引し、大放電を伴うボディプレスを見舞う攻撃を放つ。激昂状態のレビディオラは「電膜」と呼ばれる青い電気のフィールドを周囲に出現させる。この電膜は一定周期ごとに放電し、範囲内にいるハンターを吹き飛ばす。その他、砂鉄を引き寄せてプラズマボールのような荷電性の黒い球体と化した物体を作り出す能力も有している。この磁力を結集させた球体は空中に留まりつつ、荷電した周囲の瓦礫を誘引し、一定時間後に周囲に飛散させ、徐々に降下してゆき、最終的に地面に到達すると周囲に強大な放電を放って消滅するという仕掛けになっている。
レビディオラの素材で作られた武器は雷と龍の力を複合した「雷極属性」を帯びる。

### シャンティエン
- 別称：天翔龍（てんしょうりゅう）
- 登場作品：MHF-G（G1より）
- テーマ曲：蒼き龍、降臨(第1段階)、天翔ける蒼き龍(第2段階)、嵐の先の死線(第3段階)、蒼き龍の逆鱗(第4段階・決戦)[† 17]

ルコディオラに続く、MHFシリーズオリジナルの古龍種。海竜種に近い骨格を持ち、石灰色の体表に水色の角や鰭が突き出し、さらに首や前脚、先が扇のように広がった尻尾から青い毛がたなびいている。その背中には翼が一対生えており、激昂すると肥大化して周囲に嵐が吹き荒れる。この翼は可変するが、羽ばたくことはない。また、彫刻のように形が整い、模様が刻まれた無機質な外見の角は、周囲の風の流れを制御するために用いる。なお、シャンティエンは水泡袋や雷撃袋だけでなく、烈火袋を体内に備えている。その甲殻は、防水性のみならず防火性も高いという設定である。
羽ばたく翼を持たないにもかかわらず、空中浮揚と高空での高速飛行をこなすが、これは翼にある「霊毛」という青い体毛から生成した特殊な粒子「翔気」を吹き出すことで高い揚力と推力を生み出し、空を泳ぐように飛翔する特殊な飛行方法を取るためという設定である。シャンティエンの身体から青い光の粒が煌めくのは、定期的に圧縮された空気の塊を生成する器官と、シャンティエン自身の放電体質によって放出された粒子とされる。
作中では、古い伝承に「天空を優美に舞う姿」や「全天を総べる恐るべき力」という記述と共に存在のみが記されていたが、飛竜のテリトリーなどよりも遥か上空のいう特殊な環境に生息しているため、目撃されること自体がなかったとされている。メゼポルタとパローネ=キャラバンの協力による開発で完成した「大型探査船」の航行中、襲撃報告が相次ぎ、調査によって伝承に存在が記されていた古龍との一致が確認され、ギルドから正式に命名されたという設定である。
前半戦の戦闘フィールドは前述の大型探査船であり、ハンターの武器の他、探査船内にある装備を使ってシャンティエンを攻撃する。船の甲板に着地している際は地上の海竜種に、飛翔時は水中の海竜種に類似した動き方をする。滑るように動きながらの体当たりをするほか、身体から風圧を放出してハンターを転倒させる、口から高圧の水流ブレスを吐き出す、身体から放電を行う、舞うように体を振り回して真空波状の水弾を飛ばすなど多彩な攻撃を持つ。初めは甲板に着地した状態のみだが、ダメージを与えるとムービーと共に第2段階となって飛び始め、更にダメージを与えると周囲に大雨と雷が発生し、雷の能力を解放する第3段階へと移行する。飛翔時はかなりの高度まで上昇する上に船から離れた位置に移動もするようになるため迎撃が困難となるが、船に搭載されたバリスタの砲台からワイヤーのついた拘束弾を発射し命中させると、シャンティエンを甲板の上に引きずり落とすことができる。ただし、拘束に失敗すると反撃される。ハンター側による正式な討伐作戦の際には、第3形態に大ダメージを与えるとムービーが挿入され、激昂したシャンティエンの雷ブレスで大型探査船が損傷し、火口付近の火山地帯に不時着する演出がなされ、この火山地帯で覚醒したシャンティエンと決戦を行うことになる。これ以降は迎撃用兵器を使用することが不可能になる。この状態のシャンティエンは火山の火に触発され、火属性・水属性・雷属性の複合属性である「天翔属性」を操るようになる。マグマの中に突入し、自らまとう風に熱風を載せ、近づくハンターにスリップダメージを与える炎の風をまとう。火属性は自力ではほぼ扱えず噴火や周囲の環境に頼ったものになるが、発揮する水・雷属性はその強さを増し、間欠泉を発生させる攻撃や、噴火に合わせて落雷を発生させてハンターを攻撃するコンボ攻撃のほか、吐きだす水ブレスに電気を通して大規模な雷ブレスへと転じさせるなどの属性複合攻撃を行うようになる。高レベルになると、滞空しつつ大規模な放電を放った後に水ブレスで周囲を薙ぎ払い、着地後に地面を抉って溶岩弾を飛ばすという、3属性を用いたコンボ技を繰り出す。
クエストをクリアするごとにモンスターのステータスが上がり、一定のレベルを超えると行動パターンがより強力になる『極征クエスト』が正式な討伐依頼となるため、極征クエストのレベルが低いうちは、必ずしも上述の技をすべて出すわけではない。討伐成功時は、シャンティエンが上空へ飛翔し、ブレスを放とうとするが遂行できずそのまま絶命するという内容のムービーが挿入される。
天翔龍の素材で生産可能な武器は「天翔属性」を備えるが、この属性はモンスターの生態通り上から水、雷、火の順に効果が強い。

### ディスフィロア
- 別称：熾凍龍（しとうりゅう）
- 登場作品：MHF-G（G2より）
- テーマ曲：吹雪纏いし焔(前半戦)、紅月の熾凍(後半戦)[† 18]

作中にて、生物が生息できないとされてきた死の地域である「最果ての地」に生息する古龍種。額から伸びた巨大な刀状の角に、後頭部や背中などに針のような無数の氷柱が生えている。顔から背中、尻尾にかけては冷気を放つ「氷鱗」と呼ばれる白銀の鱗に包まれている一方、顎から首、腹にかけての下腹部などは灼熱の「炎鱗」と呼ばれる真紅の鱗で覆われている。また、胸から腹にかけての炎鱗には、ところどころ青いラインが走っている。
自身の別称でもある火と氷の複属性「熾凍属性」を司る龍で、灼熱の炎と絶対零度の氷という相反する両エネルギーを同時に制御する。この能力は文字通り「同時」であり、高温と低温という物理的に矛盾するはずの2つのエネルギーを相殺することなく同時に放出するというものである。諸説あるが、この能力はディスフィロアの体内にある「対玉」という、氷のなかに炎が閉じ込められた異質な宝玉によるものともされる。
作中では僅かに伝承に名を残すのみの存在という設定であり、「熾凍龍ディスフィロア」という名前やその詳細は、ゲーム内に実装されるそのときまで基本的に非公開とされ、各種公式サイトなどにおける名目は「真のG最強モンスター」であった。ディスフィロアはMHF-Gの真のラスボスという立ち位置に設定されている特例的なモンスターである。これは当初G級ランクにおいて最後に解禁されるG級クエストに登場する予定だったためで、本来は現在のディスフィロアをも遥かに凌ぐ強さであり、極限まで強化した武具を装備したプレイヤーが初めて挑戦できるという程度の討伐難易度で開発されていた。
刀状の巨大な「氷角」によって周囲の冷気を操り、離れた場所に無数の氷塊を造りだす、地面を凍結させるなどの攻撃を行う。火属性攻撃は、氷の角に炎を宿して振り回す、噛み付きと同時に爆発を引き起こすなど、直接攻撃に付随させる傾向が強い。吐き出す炎ブレスは着弾すると火柱をあげるだけでなく、扇状や十字方向へ爆発を連鎖させる特性がある。火と氷を同時に制御することから、地面を凍結させてハンターを拘束してから火をまとってエリアの端まで跳びかかる攻撃や、巨大な冷気の嵐を伴う灼熱の熱線ブレス、空中を舞うように飛び回りながら地上を凍結させると共に数十発の炎ブレスをばら撒き、最後に氷塊を7つ生成する氷ブレスを吐く攻撃など、炎と氷を同時に扱う攻撃も見せる。
極征クエストのレベルが上がると、氷塊を鏡のように用いて熱線を乱反射させる技や、円形に氷塊の壁を作り出して光線で周囲360度を焼き払う技、炎と氷が混ざり合った竜巻を起こすなど、より強烈な攻撃を繰り出すようになる。ディスフィロアの体力が半分ほどを下回ると激昂し、咆哮によって最果ての地の雲を一掃し、空の色が赤くなるという演出がなされる。その後、空高く上昇し、空中から炎の竜巻を発生させる流星状の炎を降らせると共に、地面から巨大な氷の刃を次々と繰り出す攻撃を行う。なお、この攻撃はその後も闊歩した後に繰り出す。討伐に成功した際は、天を仰ぐように雄叫びをあげ、その体勢のまま自身の冷気で凍結するという立ち往生のような演出がなされる。なお、討伐完了後は空の色が紫色に戻って雲がかかり、遠方に見えていた流星群は見えなくなる。難易度がレベル9999に設定されている至天クエストでは、第1段階では極征クエストレベル9999と同様の動きをするが、第2段階以降では小さな太陽のような炎の塊を爆発させ、氷壁で防御しつつエリアの全域を焼き払う技や、炎や氷の竜巻を無数に発生させる攻撃を繰り出すようになる。さらに至天クエストでの最大の特徴として、通常のディスフィロアのように一旦は氷像と化して死んだようになるが、その後、炎の竜巻や巨大な氷塊の発現と共に蘇るため、討伐したと思い込んで氷像に近づくと、その技に巻き込まれ、ダメージを受ける。蘇ったディスフィロアは全身が燻ったような黒紫や橙色に覆われ、周囲に突き出す氷塊が炎をまとうようになるほか、巨大な氷塊を乱立させ、氷塊から多方向へ分岐・反射する熱線ブレスを連続で放つ。
熾凍龍の素材で生産できる武器は強化を重ねることで非常に高い攻撃力や熾凍属性を得る。武器としての熾凍属性は火や氷に加え、龍の属性も発揮する。

### イナガミ
- 別称：雅翁龍（がおうりゅう）
- 登場作品：MHF-G（G5より）
- テーマ曲：雅翁演舞

山岳地帯の「竹林奥部」に生息する古龍。翼のように見える朱色の鬣と、胴体から垂直に伸びた頑丈な前脚を備える。他の古龍に見られるような脚翼はない。別の古龍種であるキリンをもとに、「肉食のキリン」というコンセプトで開発がすすめられていたが、イナガミの要素をキリンのフレームで動かすには非常に無理があったため、最終的には全面的に作り直すことになったことが語られている。イナガミという名前の由来は「たてがみ」である。 
作中において、数百年前以上から竹林に棲みつき、近くの集落の古い文献にその名が記されているとされる。特殊な形状の尻尾を疑似餌として捕食活動に用いるなど知能が高く、作中では「老獪な龍」と呼ばれている。また、角や尻尾などの器官を介して植物の成長に働きかける能力を持ち、竹林を一瞬で生やすことができる。傷口からは特殊な体液を分泌し、体液はかさぶたのように硬化して灰色の固い外殻になる。
戦闘時は、主に竹を使った攻撃を行う。闊歩しながら周囲の竹の芽に働きかけ、急激に成長した竹林が槍のように地面から突き上がることでハンターを一網打尽にするほか、催眠性のブレスを吐いてハンターを昏倒させたうえで、地下から竹を突出させて貫くなどのコンボ攻撃も行う。また、長い竹を咥えて振り回す、空中に弾き飛ばした竹を遠隔で操り、ジャベリンを投擲するようにハンターを狙い撃ちにするなどの攻撃も行う。
戦闘中にダメージを受けると傷口から特殊な体液が分泌され、外殻を形成して防御能力が高くなる。外殻が増えるほど重量でイナガミの動きは遅くなり、竹を操る能力に制限が加わるが、比例して攻撃力が増大する。全身が外殻で覆われると、咆哮とともに外殻を弾き飛ばすが、その際に睡眠属性のガスを広範囲に散布し、これを受けると大ダメージと共に睡眠状態になる。
イナガミから得られる素材を用いた武器は睡眠属性を発揮し、近接系統のG級武器は紫ランクの上にあたる「空色」と呼ばれる斬れ味を持つ。また、G級の剣士用防具では、攻撃を回避すると斬れ味が回復するというスキルが発動する。なお、男性用防具の見た目は公家、女性用防具の見た目は竹取物語のかぐや姫をモチーフとしている。

### ガルバダオラ
- 別称：金塵龍（きんじんりゅう）
- 登場作品：MHF-G（G5より）
- テーマ曲：晴空染めし金色の光

クシャルダオラに酷似した、空に生息する有翼の古龍。PlayStation Vita版MHF-Gのメインビジュアルを飾っている。クシャルダオラと同じく四肢とは独立した巨大な翼と金属質の外殻を持つが、ガルバダオラは外殻が金色で、身体のいたるところに白く輝く結晶が生えている。この白い結晶は、ガルバダオラが摂取した特殊な鉱物質が体内で凝縮されたものである。操る風はクシャルダオラとは異なり冷気と雷の力を帯びており、ガルバダオラの風は氷と雷の複合属性を持つ「風属性」と呼ばれる。
通常のクシャルダオラと同じく鉱物を餌としているようだが、ガルバダオラは食性が異なり、砂金を多く含む石や川底の水を摂取した結果、黄金の甲殻を得たと推測される。また、吐く息や巻き起こす風には黄金色の金粉が含まれるため、ガルバダオラが巻き起こす風は黄金色に煌めくという設定である。
ガルバダオラは高高度の空に生息しているという設定であり、討伐クエストは大型探査船で空まで行き、甲板上でガルバダオラを迎撃する形となる。クエスト開始直後にガルバダオラが大型探査船に降り立つと船上が光に包まれ、ガルバダオラの咆哮と共に周囲が「烈光」という白い風属性のエネルギーで埋め尽くされる。この光を受けると、「根性」のスキルや根性札グレートの効果を無効化して必ず力尽きる、いわゆる即死技であるが、同時にガルバダオラ自身を守るバリア状の光も出現するため、その光の中に退避すれば回避できる。攻撃動作の際に強風が発生し、周囲のハンターをガルバダオラ側に引き寄せる効果が発生するほか、攻撃の際に発生する結晶の塊やガルバダオラが放つ暴風の直撃を受けると、結晶化やられの状態異常になる。結晶化やられ状態ではハンターのスタミナが最低値まで減少し、さらに小走りダッシュしかできないなど大幅な動作制限を受けるうえに、一定時間後に爆発して大ダメージを受ける。
ガルバダオラの武器は、氷と雷の属性が複合された風属性を帯びており、烈種クエストのガルバダオラ素材を使用して強化された武器は、装備するだけで回避距離UPのスキルが発動する。さらに近接武器の斬れ味ゲージは黄色と紫色の2色しか存在しないという特殊な形態になっている。ガルバダオラから得た素材で生産できる防具は、ガルバダオラを彷彿とさせる外見をしており、装備すると、周辺のハンターに状態異常無効と体力の回復速度アップ、スタミナ消費速度減少などの効果を与える「支援」というスキルが発動する。

### ハルドメルグ
- 別称：司銀龍（しぎんりゅう）
- 登場作品：MHF-G（G7より）
- テーマ曲：万を引き裂く銀刃

雪山に姿を現した有翼ドラゴン型の古龍。翼は昆虫の翅のように背中から無数の節が真っ直ぐと伸びているもので、その骨組みとなる節に後述の流体金属によって翼膜に相当するものが形成されている。
水銀のような流体金属を操る能力を持ち、「操核」という特殊な器官でそれを行う。これによって周囲の流体金属を自在に制御し、身体にまとわせるとともに鎧や刃物のような形状で凝固させて防具や武器としており、「鎧状の甲殻」や「刃状の甲殻」などではなく金属で造られたほとんど本物に近い武具をまとう。縄張り意識が非常に強く、縄張りを侵犯した者には苛烈な報復を行うとされている。
ハルドメルグは雪山にて人類に発見された後、度々メゼポルタの周辺に襲来するようになった。これは上記の縄張り意識によるものとされている。ハンターズギルドにて秘蔵の文献を調べた所ハルドメルグに関する記述が発見されているほか、金属を自由自在に操る性質より、一部の鍛冶職人の間では信仰の対象となっている。
向かう敵に対してはブレスとして口から吐き出す・宙に浮かせてから高速で飛ばす・上空から降らせるなどで弾丸や矢のように外敵への飛び道具とする、周囲に金属を流してから凝固させて地面に棘を生やす、周囲から流体金属を吸い寄せて補充するといった多彩な動作をこなす。これらの流体金属の形成は、ハンターなど人間の武具や他のモンスターの形体を見て学習し、それらを模倣したものとされている。そのことから古龍の中でも特に高い知性を持つとされる。流体金属を自由自在に操るという能力から、一部の鍛冶職人たちからは神格化されている。また、その話を裏付けるストーリーとして調査員が描いたハルドメルグのスケッチを見たメゼポルタの武具工房の親方は取り乱している。なわばり意識が極めて高く、わざわざ迎撃拠点を襲撃したのは雪山で遭遇した調査員もしくはハンターへの報復とされている。
戦闘中はほぼ常時にわたって流体金属を鎧状に変形させてまとっているために防御力は高いが、一方で防御をその部分に任せていることから本来の外殻自体は柔らかい。流体金属を大量に使用する大技の時に対応する部位を覆っていた金属が一時的に"本体を離脱する"ので、このとき露出した本体部分を攻撃することで大ダメージを与えることが可能となっている。戦闘時にハルドメルグが怒り状態となると、ハルドメルグの周囲を流体金属がうごめくようになり、このとき近づくとハンターが地形ダメージのようなスリップダメージを受ける。また、尻尾にまとった流体金属の刃を用いる一部の攻撃にはハンターがその場で動けなくなってしまう「膝崩れやられ」の状態異常効果が付加しており、ギリギリの体力で攻撃を耐えてもその場に拘束された状態で流体金属によるスリップダメージを受け、トドメをさされてしまうのが厄介な特徴。メゼポルタの「迎撃拠点」に襲撃した際は、全身を流体金属で包んで超巨大なパチンコ玉のような形状になり、そのまま無尽に暴れまわる大技を持つ。この攻撃はごく限られた条件を満たさない限りガードすることができず、ダメージも極めて高い危険な攻撃である。この攻撃を一回繰り返すたびに迎撃拠点の「拠点耐久力」が20%減少し、5回使用された時点で拠点を護れなかった扱い、つまり強制的にクエスト失敗となる。
ハルドメルグを素材として作られた武器は無属性だが、非常に高い物理攻撃力と優秀な斬れ味、「リーチ長」の特性を併せ持つものとなる。G級のハルドメルグ素材を使用したG級防具には、武器の斬れ味を高め、斬れ味を落ちにくくし、攻撃を弾かれなくするなど複合効果型のスキルが付与される。

### ヤマクライ
- 別称：浮峰龍（ふほうりゅう）
- 登場作品：MHF-G（G8より）

「始種」に区分される古龍種モンスター。浮岳龍ヤマツカミに類似する外見を持つが、後者を超えるほどの数の植物が全身を覆っており、ヤマツカミよりも自然と同化したようなデザインである。また、眼や歯は金色で、身体の下側に複数の棘状の部位が伸びているのが特徴。ヤマクライは公式において「類まれなる状態異常の使い手」と呼ばれている。これは始種に区分されるモンスターが何らかの属性に特化した生態を設定づけられている点も関連しており、状態異常属性に特化したモンスターが予定されていることは早い段階から明言されていた。
作中においては高地に突如出現し、それまでどこに生息していたのかがまったく不明であり、「始種」に区分可能であるということしか判明していないとされている。ヤマクライの全身に生える植物はその体液を養分として育っており、メゼポルタでは見られない種類のものである。ヤマクライが何らかの行動をとった際に植物の種子のようなものが落ちることがあり、種は非常に早く成長し、そして枯れていく。また、ヤマクライに群生する植物は外部から衝撃を加えると急成長する性質があり、作中のハンターズギルドはヤマクライの詳細な生態を調査・解明できないでいる。雷光虫を吐き出すこともあるが、雷光虫は外界に出てしばらくすると爆発してしまう。これは長い年月、ヤマクライの体内にいたために、体外の環境に適応できないことが原因と考えられている。毒、麻痺、睡眠という3つの状態異常を自在に駆使するモンスターでもあり、その要因として体内器官が状態異常の発生に関連していると考えられている以外に、もともと状態異常を扱っていた他のモンスターや植物を呑みこんだとき、それを自分自身の能力という形で取り込んだためであるという説もあることが明かされている。状態異常のほか、ヤマツカミと大きく異なる点としては、行動パターンがアグレッシブになっているだけでなく、触手を使っての「歩行」なども挙げられる。
ヤマクライは、周辺地域の古文書などにもその目撃例がないと設定づけられている。『ハンター大全G』では「ヤマツカミほどの巨大で長寿だと考えられる生物が、亜種などというかたちで何体も存在する可能性はゼロに近く、かといって我々人間の知る時間の範疇で計れるような成長速度だとはとても考えられない」という点から、「古龍観測所が所持するヤマツカミの資料一つ一つに関する姿や形、色などの差異は目撃条件や調査環境の違いから生じたものである」と結論付ける旨の記述がある。つまり、作中では「ヤマツカミに類似した姿を持つ別種のモンスター」は人間側に認知されていなかったということで、少なくともヤマクライの「古文書などにも目撃例が残されていない」という設定との齟齬はない。

武具は東方の武神などをイメージしてデザインされている。ヤマツカミのものと異なり、全体的に朱色や赤色の彩色となっている。
ヤマクライにはヤマツカミの「モンスターのいる場所への移動に時間がかかる」「常に空中にいるため武器種によっては攻撃がしづらい」などの反省点を活かし、プレイヤーを待たせる時間が多いという課題を改善するという開発上のコンセプトがあったことが語られている。

### トア・テスカトラ
- 別称：凍王龍（とうおうりゅう）[99]
- 登場作品：MHF-G（G9.1より）

「始種」に分類されるモンスターであり、全身が凍り付いた甲殻や体毛に覆われている。炎王龍テオ・テスカトルに姿が似ているが、2本の角はテオ・テスカトルと異なり前方へせり出したような雄々しい形状になっている。
強い冷気を操るトア・テスカトラの住処となる雪山は年中猛吹雪が絶えないため、人間に遭遇することはほとんどないとされてきた。しかし、近年になってあまりの猛吹雪の発生頻度の高さにハンターズギルドが雪山を改めて調査したところ、その存在が正式に確認されたという設定である。通常の生物ではまず身動きすらままならない猛吹雪の中をさも平然と闊歩する姿、さらに外見が炎王龍テオ・テスカトルに近似していることから古龍種と推察されるようになった。
トア・テスカトラは翼から粉塵を放出し、角を振るって振動を起こすことで粉塵の周囲の水分を急激に冷却し、氷や雪を作り出すという生態を持つ。戦闘中にはこの能力を使用し、ハンターの頭上に巨大な氷の塊を出現させて落とすといった攻撃を多用する。また、トア・テスカトラが吐く吹雪のようなブレスは「氷漬け」という専用の状態異常を引き起こす。これを食らうとハンターは一切の身動きが出来なくなり、氷像と化している間は継続ダメージも受けることになる。怒り状態へ移行すると画面に吹雪のエフェクトが発生し、このときトア・テスカトラから一定以上の距離をとるとハンターの身体が足元から凍り付きはじめ、最終的には「氷漬け」に陥ってしまう(完全に凍結してしまうまで行動はできる)。氷の力を利用した攻撃は広範囲のものが多く、連続跳びかかりながら三角形を形作るように氷の壁を発生させ、その範囲内を完全に凍結させる攻撃なども繰り出すことがある。
G級クエストでは新しい行動も複数追加されている。
トア・テスカトラの素材から生産できる武器や防具は共通して氷のような蒼色合いである。武器は非常に高い攻撃力と氷属性を併せ持つほか、始種武器は装備しただけで弱点へのダメージが増加する「弱点特効」のスキルが発動する。一方で防具には、モンスターに攻撃を当て続けることをトリガーとしてハンターの周囲にモンスターに対する継続ダメージを与える冷気のフィールドを発生させるスキルが発動する。
なお、トア・テスカトラの素材を用いた武具はMHF-G9.1におけるプロモーションにおいて、G9.1で登場する最強クラスのモンスター"極み吼えるジンオウガ"討伐のための鍵の一つとしての位置づけも持っていた。

### グァンゾルム
- 別称：帝征龍（ていせいりゅう)[101]
- 登場作品：MHF-G（G10より）
- テーマ曲：龍之帝座(剛種クエスト及びG級クエスト前半戦)、朱涅の怒龍に挑む(G級クエスト後半戦)、極み統べる龍(極み統べるグァンゾルム戦)

「王の風格を持つモンスター」と位置付けられている古龍種モンスター。緑が交じった濃い黒の体色に、王冠状に生えそろった巨大な3本の角が特徴。古龍種に多く見られる四肢と別に翼を持つ骨格で、翼膜は内側が赤黒く、外側は白い。
古代の建造物に住み着いており、小型の飛竜モンスター「エギュラス」を従者として従えているなど、絶対的な存在として君臨している。
グァンゾルムを倒しに多くのハンターが古代建造物の砦に向うも、無事に帰還した者はこれまで一人もいないとされていることからグァンゾルムに関する情報は不足しており、極めて危険な存在として警戒されている設定である。
また、グァンゾルム出現後「歌姫」の身に異常が起きるようになった。
HR段階でも撃退を目的としたクエストが剛種の枠で登場するが、本格的な討伐はG級以降となる。
G級クエストでは序盤においてもエギュラスを使役してハンターをフィールド外に放り出してしまうという内容の即死技が追加されている。
G級クエストではある程度戦闘が進むと周囲にいたエギュラスにかじりつき真の力を開放、以後は広範囲に持続的なダメージを発生させるタイプの技などを多用してくる。
『MHF-G』10.1では登場する特殊個体「極み統べるグァンゾルム」は不定期に開催されるイベント「無双襲撃戦 -龍帝覚醒編-」でのみ挑戦することができる。
邂逅直後こそ通常のグァンゾルムと同様であるが、直後にエギュラスが放つ金色の炎に飛び込み、体色が金銀に変化し、体の一部が鬣のように炎上する。
通常のグァンゾルムをも凌ぐ戦闘能力を有するだけでなく、この個体は絶命までエギュラスとの連携を絶やさない。
『MHF-G』10ではゲーム内のイベントで「歌姫」を助けることが目的となるストーリーとしてプレイヤーたちの動向によって褒賞が決まる「黄昏にたゆたう詠唱曲」が開催され、その1番手として登場している。MHF-G10.1より開始された「歌姫狩衛戦」はこの「黄昏にたゆたう詠唱」の結末を引き継いでプレイヤー動向と褒賞の連動をさらに強化したものとなっている。

### ケオアルボル
- 別称：焔嶽龍（えんがくりゅう）
- 登場作品：MHF-Z
- テーマ曲：嶽キ焔ヲ迎エ撃チシ戦歌 -遭遇-(前半戦)、嶽キ焔ヲ迎エ撃チシ戦歌 -極焔-(後半戦)

ティガレックス四足歩行型飛竜に似た骨格を持つ超大型の古龍種。乾いた流木のような「異形殻」と呼ばれる露出した骨を有し、体の大部分を覆う「厚炭皮」と呼ばれる皮は熱を閉じ込める性質がある。
厚炭皮の中でも特に分厚い皮で覆われている両前脚と尻尾は、熱を蓄積して膨張させるという性質があり、その全ての部位において熱量が限界を超えると放熱行動として「大熱線」と称される火炎を放つ。
メゼポルタに大量のモンスターが襲来する、定期開催イベント「歌姫狩衛戦・真説」の「猟団迎撃戦」にのみ登場するモンスターで、姿を現したケオアルボルに対し、ハンターズギルドでは緊急の討伐依頼を、猟団迎撃戦で一定の功績を上げたG級ハンターに提示している。ケオアルボルの大熱線はギルドが建造した迎撃拠点をも容易く崩壊させてしまうため、特に警戒されている。
ケオアルボルの攻撃で特徴的な物に、2種類の熱線攻撃がある。1つはハンターに対するもので、熱線の付近には高速で体力を削る空間が付随するほどである。もう1つは先述した「大熱線」で、こちらは部位に限界まで蓄積された熱を放出するもので拠点耐久値を20%削る効果があり、クエスト開始時に演出で使用した物と合わせて5回使われるとクエスト失敗になってしまう。
ケオアルボルの装備は、火属性と爆破属性が付く。

### エルゼリオン
- 別称：灼零龍（しゃくれいりゅう）
- 登場作品：MHF-Z
- テーマ曲：氷と炎の輪舞(前半戦)、猛る灼零(後半戦)

左半身に炎のような橙色の体毛を有し、右半身には氷のような青白い体毛を有する。頭部には左右に捻じれたような2本の角を有するが、左側からは炎が噴出し、右側は凍てついている。
その見た目通り、左半身からは炎を、右半身からは冷気を放つことができる。上述した色の異なる体毛は温度によって色が変わる性質によって発現しており、何らかの理由で炎または冷気を操れない状態になると、該当する部位が本来の体色である白銀色となる。
戦闘においては、左半身(爪など)を使った攻撃には炎が付随し、右半身を使った攻撃には氷が付随する。それぞれの半身に攻撃を集中させることで一時的にこれらの属性が操れなくなる。基本的に炎と冷気を同時に放つことは少ないものの、外敵を氷漬けにしてから焼き払うなど知性の高さをうかがえる行動を行う。また、激昂時には炎と冷気を混合させ、爆発を起こすなどの行動も行ってくる。
ゲーム内ではG級ハンターにのみ狩猟が許される。実装時点では特異個体は存在していない。
エルゼリオンの素材を用いた武器には、火と氷が複合された灼零属性が付く。ディスフィロアの熾凍属性と異なり龍属性は付かないが、ダメージ計算に使われる属性値の補正が125%と高くなっている。

### ネフ・ガルムド
- 別称：冥晶龍（めいしょうりゅう）
- 登場作品：MHXR

### モルドムント
- 別称：黒冠龍（こくかんりゅう）
- 登場作品：MHXR

### エオ・ガルディア
- 別称：天晶龍（てんしょうりゅう）
- 登場作品：MHXR

## 禁忌のモンスター
下記のモンスターは、作品内にて存在自体が伝説的という設定の古龍種である。隠しボスのような位置付けのモンスターであるため、公式設定資料集の『ハンター大全』や公式攻略本などでは、姿や攻略法、ゲーム内世界での設定などは詳細に記載されていない。シリーズ15周年までは公式の情報公開も徹底的な規制がなされていた。

### ミラボレアス
- 別称：黒龍（こくりゅう）
- 登場作品：MH／MHG／MHP／MH2／MHP2／MHP2G／MH4／MH4G／MHXX／MHWI／MHF
- 作品中の分類：古龍目源龍亜目ミラボレアス科
- 全長：4110.6cm
- テーマ曲：舞い降りる伝説（MH~MHXX、MHWI第1形態、MHF）/無限の勇気を持ちて（MHWI第2形態）

作中世界にて「災厄をもたらす伝説の黒龍」と呼ばれている古龍種で、数多の飛竜とラオシャンロンを駆逐した者の前に現れるという設定であり、ミラボレアスという名称は、ゲーム内世界の古語で「運命の戦争」を意味するとされている。
全体がやや紫がかった黒色で、四肢の他に背中に大きな翼を備え、長い尾を持ち、作中では古龍種の始祖の姿や体形を色濃く残したものであるとされる。その一方で、『MHWI』の設定資料集では他の古龍と違って血液に「古龍の血」の成分が無く、他の古龍とは一線を画す存在の可能性が示唆されるなど、謎が多い。普段は4足歩行だが、直立姿勢を取ることもできる。
挑んできたハンターを倒した後、その武具をねぐらに持ち帰る習性があると言われており、持ち帰った武具は体温で溶かされて黒龍の甲殻と一体化するという設定がある。
後述のとおり亜種が存在するが、クエスト紹介などでは3種とも「ミラボレアス」との表記がされており、原種や亜種といった区別はされておらず、ギャラリーなどで「亜種」の記述が見られる。
作品内において、世界中の伝承でミラボレアスの存在が語られており、その中では自身以外全ての存在を否定し、思うがままに力を振るい、世界の全土をわずか数日で焦土へ変える邪悪な者であるとされ、古代文明の滅亡とも因果関係があるとされている。これまでに数多くのハンターがミラボレアスに戦いを挑んだが、行方不明のまま帰ってこなかった者が多く、生還した者も再起不能に陥っていたという設定がある。それによりミラボレアスが生息するとされるシュレイド王国の中心は立入禁止となっており、現在のシュレイド王国は西シュレイドと東シュレイドに分断されている。ゲーム内の世界では、ミラボレアスは伝説上の怪物であるという認識が一般的とされており、実在することを知っている者はハンターズギルドの上層部と赤衣の男のみとなっている。
討伐クエストでは、廃墟と化した「シュレイド城」がメインフィールドとなる。高い攻撃力を持ち、多くの攻撃が大ダメージを伴う。移動時の足に接触しただけで大ダメージを受け、また地面を這いずる突進は一撃で致命傷となりうる。シリーズによってはクエストにてミラボレアスの体力を一定まで減らすことで撃退成功となり、残り体力は引き継がれ、最終的に討伐することとなる。イベントなどでは、撃退なしの直接討伐するクエストもある。『MH4』以降はこの形式である。
『MH4』ではハンターランク解放後に隠しモンスター扱いで登場した。一撃でプレイヤーが力尽きる可能性があるダメージの攻撃は減少したが、動作が機敏なものに変更されている。また、火炎ブレスの種類が増加しており、単発の火球を放つもの以外にも、近距離広範囲に粉塵爆発を巻き起こすもの、螺旋状の収束された火炎で薙ぎ払うもの、着弾点で大爆発を巻き起こす火球などを使い分けてくる。
『MHWI』では、シュレイド城も新規フィールドとして同時に実装され、新大陸を舞台とするMHWにありながら唯一既存のフィールドで戦うモンスターとなった。また、フィールドには様々な武器があり、うち撃龍槍を当てた場合には「英雄の証」が流れる。グラフィックの向上に伴ってデザインが大幅にリファインされた。さらに、これまでは無かった翼を接地させる姿勢も取るようになった。戦闘面では動きがMH4~MHXX以上に俊敏になり、既存の火炎ブレスも軒並み威力が強化された。今作では体力減少に伴って3つの形態に移行し、最終形態ではほぼ全ての技が致命的な威力となる。さらには形態以降に伴う演出として、フィールドの遮蔽物を使った防御に失敗した場合は即死判定により強制的にダウンとなる火炎放射｢劫火｣が追加された。その一方で頭部の破壊によりブレスの威力が下がる特殊な仕様も組み込まれている。また頭部破壊は二段階存在し破壊ごとに大ダウンを取ることができる。
初期のMHFでは、攻撃方法が大幅に変更され、這いずり突進や咆哮、のしかかりなどの大半の攻撃を行わなくなっていた。また、飛行回数が大幅に増え、エリア移動の回数も増していた。その後修正され、攻撃方法はほぼMH2に準じる。

MHF-G9.1までの仕様ではHR50での公式狩猟試験として登場し、この試験への同行であればHR48～挑戦可能だった。試験クリア以降はHR51～のクエストとして登場し、またHR800開放の試練ではソロでの討伐を要求される。MHF-G10以降の当該クエストへの参加可能HRは4～となっている。

MHF-Gでは「古龍再臨」という予告内容でG級クエストの極限征伐戦に再び登場する。角が6本に増え、胸部から炎を溢れ返すなどのエフェクトの変更がなされ、一部の攻撃には龍と火が複合した「黒焔属性」が付加されている。広範囲を攻撃する火炎ブレスや、前脚から噴き出す光で剣を振り回すように広範囲を薙ぎ払う技、黒い球体に身を包んで突進するといった攻撃を行う。また、討伐中は周囲に隕石状の火球や無数の雷撃が降り注ぐ、空中で待機する複数の光球が地上へビームを一斉照射するなどの攻撃が自動的に繰り出される。
極征版ミラボレアスは、空に造りだした「巨星」と呼ばれる巨大な光の塊を落としてフィールド全域を一気に吹き飛ばす攻撃を行うほか、体力が少なくなると頭部や四肢、翼を蒼白く輝かせてプレイヤーの体力を自動的に減少させる炎を時折まとう。極征クエストのレベルが上昇するごとに新たな攻撃を繰り出すようになるが、レベルが極限の4桁に到達すると、一旦絶命したような状態になったのち、起き上がって通常のものより遥かに強大な巨星を炸裂させる最後の抵抗を行うようになる。
ミラボレアスの素材から作られる武器のうち、片手剣・ハンマー・ランスは「ミラボレアスを祀る神器」であるという設定が各武器の説明の中で挙げられている。
他の武器種も含めて龍属性武器となっている。
極限征伐戦のミラボレアスの素材から作られる防具は、体力がゼロになって力尽きたとしても、その直後に攻撃力や防御力が大幅に上昇した状態になるうえに、風圧や咆哮、振動、吹き飛ばし、過酷な気候などの一切を無効化するステータス状態となって、一時的に復活できるスキルが発動する。だが、この状態では常に体力が減り続ける上、回復は不可であるため、最終的には確実に死亡する。
『MHWI』の開発初期の時点では登場する予定はなかったものの、シリーズ15周年の際にグラフィックをリファインしたものを公開したところ、ユーザからの反響が大きかったため、登場に至った。

### ミラバルカン、ミララース
- 別称：紅龍（こうりゅう）、紅焔龍（こうえんりゅう）[† 25]
- 登場作品：MHG／MHP／MH2／MHP2／MHP2G／MH4／MH4G／MHXX／MHF
- 作品中の分類：古龍目源龍亜目ミラボレアス科
- 全長：4110.6cm
- テーマ曲：舞い降りる伝説（通常個体）／心火の紅炎（MH4GのG級個体）／地焦がす劫焔（MHFの極限征伐戦・遭遇時）真紅に染まりし厄災の使者（MHFの極限征伐戦・前半戦）／覚醒せし厄災の劫焔（MHFの極限征伐戦・後半戦）

ミラボレアスの亜種で、体色は赤みがかかった黒色で、怒り状態時には溶岩のような赤色と変化する。角の長さは左右非対称である。MHP2やMHP2Gにおける討伐クエストの名称や依頼内容のテキストでは、この古龍種は幻の中の幻とされ、伝説を遙かに上回る災厄の化身ともいわれる存在であり、その出現は世界の終末の時を意味するといったことが書かれている。
その生態はほとんど判っておらず、未解明の部分は原種よりも多いという設定である。作中では、ミラボレアスが怒って赤く染まった姿や、火山で力を蓄えた姿などの記述も見られる。
ギャラリーの表記では亜種とされるが、紅龍の記述は勲章の解説にあるのみで、素材名は黒龍、素材や称号の解説文では「怒れる邪龍」とあるなど、ゲーム内での原種との明確な区別はない。原種と亜種の討伐数が別に記録されるようになった『MH4』でも、通常のミラボレアスと統一されて記録される。
MHP2Gまでの作品(MHFのHR段階でのクエストを含む)で討伐する場所は「決戦場」という火山地帯の専用フィールドとなる。咆哮と共に空から赤く燃える隕石を複数落とす攻撃を行う。また、空中から急降下しながら突進したり、ボディプレスや腕で薙ぎ払うような攻撃を行う。怒り状態時は肉質を硬化させる。原種と異なり、地面を這いずる動作は行わない。クエスト開始時のムービーにハンターに向かって低空飛行で突進してくる演出があり、プレイヤーが操作可能になると同時に激突してダメージを受けることがあったが、MHP2では当たり判定が調整され、MHP2Gではこの演出をカットして正対した状態からスタートできるように修正されている。MH4ではイベントクエスト限定モンスターとして登場し、戦闘場所は溶岩島となる。また、シリーズ初期の特徴であった戦闘開始直後に攻撃判定のある滑空突進を行う動作が復活している。動作はミラボレアスの原種に滑空突進などを加えたものとなっており、これまでの作品では行わなかった這いずりも行う。攻撃の一部に爆破属性が付与され、体を縮めた動作の後に大量の隕石を落としてくるほか、隕石攻撃では従来では安全地帯であった足元にも着弾するようになり、着弾時には巨大な火柱と画面が揺れるエフェクトが発生する。隕石にはハンターをピンポイントで狙うパターンも存在する。また、従来作とは逆に怒り状態で肉質が軟化する。MH4Gでは条件を満たすことで旅団クエストにも登場し、オフラインモードでミラボレアスが登場するのはこれが初めてである。また、条件を満たすことで『紅焔龍』とも称される特殊個体がG級クエストに登場する。体色の赤みが亜種よりも強く、さらに怒り状態になると全身が橙色に染まり、口元からは炎が漏れるようになる。フィールド上にはプロミネンスのような炎が地面から噴き出しており、触れるとダメージを受ける。また、広範囲に熱波を放つ技が追加され、エリア内にいる場合は無効化のスキルが通用せずに体力が徐々に減少していく。チャージブレスを放った反動で空を飛んでそのまま急降下してくるコンボ技も追加された。
MHF-G9.1までの仕様における挑戦可能なHRは81～で、MHF-G10以降はHR4～となっている。また一部では「紅ミラボレアス」と表記されており、G9.1までの仕様ではHR900開放におけるソロ討伐試練の対象でもあった。

MHF-GではMHF-GGアップデートにて、クリアする度に難易度が上昇するG級クエスト「極限征伐戦」に再び登場した。ドーム状の岩盤に覆われた火山の内部である「火口深部」が討伐のフィールドとなる。これまでとは姿が大きく異なり、頭部に王冠のような巨大な角を3本備えている。空から隕石を落とす攻撃は行わない。炎ブレスなど多くの攻撃がスリップダメージを誘発し、ハンターの「根性」のスキルを無効化する。さらに、クーラードリンクの効果を即座に消し去る咆哮や、足場である岩盤を沈没させてハンターをマグマの池に落とすなどの攻撃を行う。ハンターがマグマの池に落下した場合、残り体力に関係なく即座に力尽きる。体力が減ると激昂し、周囲の溶岩流が活性化して高く噴き上がるようになるほか、ミラボレアス自身も身体からマグマを滴らせるようになる。極征クエストのレベルが1000を超えると、ミラボレアスの怒り状態時にフィールド全域の地面が高熱のエフェクトでハンターの体力を減らし続ける状態に変化する。MHF公式の位置づけは「GG最凶古龍」となっている。
このミラボレアス亜種の素材から作られた武器は、MHP2Gまでの作品では龍属性を、MH4では爆破属性が付加されている。MH4GのG級個体から作られる防具は、バルカンやミラバルという名称は付かず「ラースシリーズ」と呼称される。MHFのG級武器では、強力な火属性と若干の龍属性を同時に発揮する複属性「紅魔属性」を帯びる。
なお、名称については武器や防具の「バルカン」の銘をユーザーが採ったものであり、公式にはこちらもミラボレアスである。これは「ミラルーツ」(アンセス)、「ミララース」も同様である。

### ミラルーツ、ミラアンセス
- 別称：祖龍（そりゅう）
- 登場作品：MH2／MHP2／MHP2G／MH4G／MHXX／MHF
- 作品中の分類：古龍目源龍亜目ミラボレアス科
- 全長：4119.2cm
- テーマ曲：祖なる龍 ／真なる祖（MHFの狩煉道・後半戦）

ミラボレアスの亜種で、全ての龍の祖」「伝説の中の伝説」などと称されている。輝く白い体毛と王冠のように頭を飾る4本の角を持つ。怒り状態時には体の一部分が赤く染まり、胸の辺りに赤い電流が走り、眼の辺りは血の涙を流したように赤くなる。本編中の表記では亜種・希少種などの区別はないが、ギャラリーの解説にて「ミラボレアス亜種」との表記がある。称号の解説では「祖なるもの」と表記されている。

クエスト依頼人の1人である「赤衣の男」は、この白いミラボレアスを王と称している。
討伐クエストを受注した際、このミラボレアス亜種とは「塔の頂上」で戦う。行動はミラボレアスに似るが、滞空時間が他の2種に比べて長く、咆哮すると隕石ではなく赤い雷が落ち、雷属性のブレスを吐く。また、ダメージを受けると肉質が硬くなる。『MH2』ではクエスト受注にアイテム「祖龍の書」が必要である。『MHP2』ではダウンロードクエスト限定で登場し、『MHP2G』では特定の条件を満たすことで集会所にクエストが出現する。『MH4G』ではエピソードクエストで登場し、「シュレイド城」での戦いとなる。動作が『MH4』に登場したミラボレアスの動作を基にした攻撃モーションに変更されている。また、怒り状態の際は赤い電撃をまとうほか、胸が白く発光するようになった。硬化能力は怒り状態のみ発揮するようになった。
MHF-G9.1まではクエストの受注および参加にはHR91以上を要していたが、MHF-G10でのシステム変更により他のミラボレアス表記のクエストと同様のHR4～となった。また一部「白ミラボレアス」と表記されている箇所がある。

またMHF-G9.1までにおいてはHR999に昇格するための最後の試練として1人で挑まなければならないモンスターとなっており、フォワード.5までは替わりの方法が用意されていなかった。
MHF-Z 10周年記念アップデートでは「狩煉道」というコンテンツにて特定の条件を満たしたときにのみ「砦跡」に専用の個体が出現する。赤い電撃を纏うだけでなく、ある程度ダメージを与えると角と翼爪が赤く染まり、常に帯電しているかのようなエフェクトが出現する。硬化能力は存在しないが、ハンターを消滅させるほどの落雷を発生させる。
武具のシリーズ名称はモンスター一種類につき一つが用いられるが、祖龍に関しては武器名称と防具名称が異なり、それぞれの名称からミラアンセス、ミラルーツとも呼ばれる。祖龍の素材から作られた武器は龍属性もしくは雷属性を帯びる。これらは純白の毛皮や白銀の質感を持つ。MHFの狩煉道の個体を素材とした武器は、強力な雷属性と若干の龍属性を併せ持つ複属性「皇鳴属性」を帯びる。

### アルバトリオン
- 別称：煌黒龍（こうこくりゅう）
- 登場作品：MH3／MHP3／MH3G／MH4[† 8]／MH4G[† 8]／MHX／MHXX／MHWI
- 作品中の分類：古龍目煌龍亜目アルバトリオン科
- 全長：3105.8cm
- テーマ曲：殷々たる煌鐘の音

作中において「神をも恐れさせる最強の古龍」と称される古龍種。全身が全ての属性エレメントの要素を含む刃状の逆鱗で覆われており、無数の角が重なり合った巨大な角を持つ。体色は黒く、鱗や甲殻の隙間からは青や赤の光が漏れ出し、全身が煌めいている。「神域」という火山地帯に生息し、火・氷・水・雷・龍の5属性（MHXXまでは水以外の4属性）を操る。アルバトリオンの体内で生み出す属性エネルギーは、周辺の天候を変化させるほど強大なものであると共に、非常に不安定で、ある程度は角で制御しているが、角でも制御しきれないエネルギーは自身の意志とは別に絶えず鱗や甲殻から溢れ出しており、そのためアルバトリンがいる一帯では天変地異にも匹敵する異常気象が発生する。
裏設定としては、アルバトリオンは神域のような活火山のほか深海など極限環境を棲家とする古龍であり、全身の逆鱗は棲家にある火口からのマグマや深海熱水噴出孔からの熱水といった下方からの噴出物から身体を守る為に、身体の下から上へ鱗を伸ばした一種の適応進化によるものとされている
作中では、生態不明で存在が疑問視されていたという設定のモンスターであるため、モンスターリストに容姿が描かれていない。アルバトリオンが根城にする火山地域では謎の墜落事故が多発し、墜落した飛行船は、一部が炎で焼かれ溶解している、凍り付いている、電気で焼け爛れているなど、火山の自然現象や火山に棲む一般的なモンスターの襲撃が原因とは考えられない状態で発見されていたことから、畏怖の念をこめて「神域」と呼ばれている。ゲーム中では、ギルドの飛行禁止区域に迷い込む船や密輸船の墜落事故の原因を調査した王立古生物書士隊の1人が遺した航行日誌に、神域全体に発生する急激な天候変化の観測記録と共にアルバトリオンの存在を示唆する記述がされており、これが発見のきっかけとなったとされている。シナリオにおいては、クエストの依頼人である謎の赤衣の男が、アルバトリオンへの挑戦をハンターに対する最後の試練と位置付けている。
『MHWI』では3期団の期団長が幽境の谷に降り立つアルバトリオンを発見した。その後開かれた対策会議では、昔の人々の一部がこのモンスターの存在を認めることができず記録の大半を焼却処分してしまったことがフィールドマスターの証言で明らかになった。その後、プレイヤーはアルバトリオンと戦うことになる。勝利後、記録した新しいアルバトリオンの情報を国に送るというシナリオになっている。その後もう一度3期団の期団長に話しかけると国からの返事を聞くことができる。
なお、神域から幽境の谷へと赴いた理由はゲーム中では明かされていないが、設定上では自身を脅かすほどの力を持つムフェト・ジーヴァの討伐およびゼノ・ジーヴァの卵となる繭の破壊のためで、惑星規模で影響力を持つモンスター同士の縄張り争いであったとされている。
アルバトリオンの属性はクエストの時間経過と共に次々と属性が変化し、攻撃方法なども大幅に変わる。アルバトリオンの能力や技にはシリーズ毎に若干の変更が加えられている。MHP3では幾つかの技が変更・追加されたほか、MH3では角を折ることで帯電能力を制限することができたが、他作品では角の部位破壊でアルバトリオンの帯電能力を封じることはできなくなった。ただし、角を2本とも折っているときは、帯電までの移行に時間がかかる。MH3Gでは怒り時に閃光玉が全く効かなくなり、角を折っても能力の弱化が起こらず、肉質が大幅に硬化するなどの強化が施された。
MHXでは溶岩島に登場する。基本的な仕様はMH3Gのものを踏襲しているが、形態変化のエフェクトがより明確なものとなり、属性エネルギーを使った攻撃の演出も強化された。
MHWIでは炎活性状態、氷活性状態、龍活性状態のいずれかに形態変化するようになり、炎または氷、龍属性の攻撃を与え続けると弱体化するようになり弱体化時には大ダウンも取ることができる。また、着弾地点が着火するようになる水ブレスも追加され、さらに「エスカトンジャッジメント」という強力な必殺攻撃が追加された。エスカトンジャッジメントは一度発動してしまえば回避する術はなく一撃で力尽きてしまうが、弱体化させると威力が落ち力尽きることはなくなる。また、モドリ玉は最初から使用不可なのでベースキャンプに戻って装備の変更はできない。
アルバトリオンを素材とした武器は龍属性のみを帯びる形となり、攻撃力は控え目だが非常に優れた斬れ味を持つ。防具は「エスカドラ」と呼ばれ、属性の扱いに長けたスキルがつく場合が多い。
「アルバトリオン」という名称は、「夜明け」と「凱旋」を組み合わせたもので、禁忌のモンスターと戦って生還したプレイヤーをたたえるシチュエーションから付けられたものとなっている。

### グラン・ミラオス
- 別称：煉黒龍（れんごくりゅう）
- 登場作品：MH3G／MH4G[† 8]
- 作品中の分類：古龍目源龍亜目ミラオス科
- 全長：6288cm
- テーマ曲：燃ゆる溟海

火山にも似た容姿を持つ巨大な古龍種で、作中においては世界を滅ぼす悪魔や大地を創る巨人として神話や御伽話の中で描かれている。全身は溶岩のような光が漏れる岩石質の物質で覆われている。全身に火山の火口に似た砲門のような器官を持っており、その砲門状器官からマグマ状になった高熱の体液を火山弾のような火球として打ち上げ、自身の周辺に降らせることで辺り一面を火の海と変える。翼と思しき器官は火山弾の排出に特化した構造へと変化を遂げており、飛行能力は無い。翼の有無以外はミラボレアスと似通った骨格構造をしており、同じ源龍亜目の古龍と位置付けられているが、それ以上の関連は明らかとなっていない。
グラン・ミラオスが登場する『MH3G』では、古代のタンジアの港周辺の海に現れた際に数多の島を海の底へと沈め、港の住民の先祖たちに討伐されたという設定がある。その後、生き残った僅かな人々でタンジアの港を作り、魔除けと神を祭る祭壇として「黒龍祓いの灯台」が建てられ、グラン・ミラオスが現れた海域には「厄海」という名称が付けられたという。だが、劇中の時代にタンジア近海で謎の海難事故や海水温の異常上昇が確認されたことがきっかけでグラン・ミラオスの復活が判明し、交戦の後にハンターズギルドの調査隊は壊滅、プレイヤーとなるハンターたちがグラン・ミラオスの討伐に向かうこととなる。
グラン・ミラオスの討伐は、陸と海を行き来しながら行う。海は溶岩のような赤色に染まり、煮えたぎっているエフェクトがなされている。攻撃は鈍重だが、全身から常に噴出する火山弾に攻撃判定があり、グラン・ミラオスの肉弾戦の攻撃範囲もかなり広い。また、遠距離にいるプレイヤーには火球のブレスで狙撃してくる。通常は二足歩行で、倒れ込んだ後、一定時間は四足歩行で行動する。二足歩行時は隙の大きい攻撃が多いが、四足歩行時は機敏に動くようになり、発生が早く判定が大きい攻撃を多用する。また、四速歩行時専用の攻撃として、口内にエネルギーを充填した後、着弾すると爆発を巻き起こす巨大な火球を放ってくる。罠・閃光玉・状態異常などはほとんど通用せず、毒と爆破属性のみ有効とされる。一定のダメージを与えると肉体が硬化し、部位破壊した部位からの体液噴出が復活する。しかし、この状態時に破壊可能な心臓を破壊することで、硬化を解除すると共に体液の噴出や硬化も止めることが可能である。興奮状態時と硬化時は全身を流れる高熱の体液が活性化し、橙色から黄色へと変化する。
グラン・ミラオスを素材とした武器は、攻撃力は控えめだが非常に高い火属性と優れた斬れ味を宿し、武器は最終段階まで強化すると漢字とカタカナで構成された銘がつけられる。防具は「ミラアルマ」という名称がつく。